# Этюд Сааведры
|   | a                                                                     | b                                                                     | c                                                                     | d                                                                     | e                                                                     | f                                                                     | g                                                                     | h                                                                     |   |
| - | --------------------------------------------------------------------- | --------------------------------------------------------------------- | --------------------------------------------------------------------- | --------------------------------------------------------------------- | --------------------------------------------------------------------- | --------------------------------------------------------------------- | --------------------------------------------------------------------- | --------------------------------------------------------------------- | - |
| 8 | b6 белый король · c6 белая пешка · d5 чёрная ладья · a1 чёрный король | b6 белый король · c6 белая пешка · d5 чёрная ладья · a1 чёрный король | b6 белый король · c6 белая пешка · d5 чёрная ладья · a1 чёрный король | b6 белый король · c6 белая пешка · d5 чёрная ладья · a1 чёрный король | b6 белый король · c6 белая пешка · d5 чёрная ладья · a1 чёрный король | b6 белый король · c6 белая пешка · d5 чёрная ладья · a1 чёрный король | b6 белый король · c6 белая пешка · d5 чёрная ладья · a1 чёрный король | b6 белый король · c6 белая пешка · d5 чёрная ладья · a1 чёрный король | 8 |
| 7 | b6 белый король · c6 белая пешка · d5 чёрная ладья · a1 чёрный король | b6 белый король · c6 белая пешка · d5 чёрная ладья · a1 чёрный король | b6 белый король · c6 белая пешка · d5 чёрная ладья · a1 чёрный король | b6 белый король · c6 белая пешка · d5 чёрная ладья · a1 чёрный король | b6 белый король · c6 белая пешка · d5 чёрная ладья · a1 чёрный король | b6 белый король · c6 белая пешка · d5 чёрная ладья · a1 чёрный король | b6 белый король · c6 белая пешка · d5 чёрная ладья · a1 чёрный король | b6 белый король · c6 белая пешка · d5 чёрная ладья · a1 чёрный король | 7 |
| 6 | b6 белый король · c6 белая пешка · d5 чёрная ладья · a1 чёрный король | b6 белый король · c6 белая пешка · d5 чёрная ладья · a1 чёрный король | b6 белый король · c6 белая пешка · d5 чёрная ладья · a1 чёрный король | b6 белый король · c6 белая пешка · d5 чёрная ладья · a1 чёрный король | b6 белый король · c6 белая пешка · d5 чёрная ладья · a1 чёрный король | b6 белый король · c6 белая пешка · d5 чёрная ладья · a1 чёрный король | b6 белый король · c6 белая пешка · d5 чёрная ладья · a1 чёрный король | b6 белый король · c6 белая пешка · d5 чёрная ладья · a1 чёрный король | 6 |
| 5 | b6 белый король · c6 белая пешка · d5 чёрная ладья · a1 чёрный король | b6 белый король · c6 белая пешка · d5 чёрная ладья · a1 чёрный король | b6 белый король · c6 белая пешка · d5 чёрная ладья · a1 чёрный король | b6 белый король · c6 белая пешка · d5 чёрная ладья · a1 чёрный король | b6 белый король · c6 белая пешка · d5 чёрная ладья · a1 чёрный король | b6 белый король · c6 белая пешка · d5 чёрная ладья · a1 чёрный король | b6 белый король · c6 белая пешка · d5 чёрная ладья · a1 чёрный король | b6 белый король · c6 белая пешка · d5 чёрная ладья · a1 чёрный король | 5 |
| 4 | b6 белый король · c6 белая пешка · d5 чёрная ладья · a1 чёрный король | b6 белый король · c6 белая пешка · d5 чёрная ладья · a1 чёрный король | b6 белый король · c6 белая пешка · d5 чёрная ладья · a1 чёрный король | b6 белый король · c6 белая пешка · d5 чёрная ладья · a1 чёрный король | b6 белый король · c6 белая пешка · d5 чёрная ладья · a1 чёрный король | b6 белый король · c6 белая пешка · d5 чёрная ладья · a1 чёрный король | b6 белый король · c6 белая пешка · d5 чёрная ладья · a1 чёрный король | b6 белый король · c6 белая пешка · d5 чёрная ладья · a1 чёрный король | 4 |
| 3 | b6 белый король · c6 белая пешка · d5 чёрная ладья · a1 чёрный король | b6 белый король · c6 белая пешка · d5 чёрная ладья · a1 чёрный король | b6 белый король · c6 белая пешка · d5 чёрная ладья · a1 чёрный король | b6 белый король · c6 белая пешка · d5 чёрная ладья · a1 чёрный король | b6 белый король · c6 белая пешка · d5 чёрная ладья · a1 чёрный король | b6 белый король · c6 белая пешка · d5 чёрная ладья · a1 чёрный король | b6 белый король · c6 белая пешка · d5 чёрная ладья · a1 чёрный король | b6 белый король · c6 белая пешка · d5 чёрная ладья · a1 чёрный король | 3 |
| 2 | b6 белый король · c6 белая пешка · d5 чёрная ладья · a1 чёрный король | b6 белый король · c6 белая пешка · d5 чёрная ладья · a1 чёрный король | b6 белый король · c6 белая пешка · d5 чёрная ладья · a1 чёрный король | b6 белый король · c6 белая пешка · d5 чёрная ладья · a1 чёрный король | b6 белый король · c6 белая пешка · d5 чёрная ладья · a1 чёрный король | b6 белый король · c6 белая пешка · d5 чёрная ладья · a1 чёрный король | b6 белый король · c6 белая пешка · d5 чёрная ладья · a1 чёрный король | b6 белый король · c6 белая пешка · d5 чёрная ладья · a1 чёрный король | 2 |
| 1 | b6 белый король · c6 белая пешка · d5 чёрная ладья · a1 чёрный король | b6 белый король · c6 белая пешка · d5 чёрная ладья · a1 чёрный король | b6 белый король · c6 белая пешка · d5 чёрная ладья · a1 чёрный король | b6 белый король · c6 белая пешка · d5 чёрная ладья · a1 чёрный король | b6 белый король · c6 белая пешка · d5 чёрная ладья · a1 чёрный король | b6 белый король · c6 белая пешка · d5 чёрная ладья · a1 чёрный король | b6 белый король · c6 белая пешка · d5 чёрная ладья · a1 чёрный король | b6 белый король · c6 белая пешка · d5 чёрная ладья · a1 чёрный король | 1 |
|   | a                                                                     | b                                                                     | c                                                                     | d                                                                     | e                                                                     | f                                                                     | g                                                                     | h                                                                     |   |

Этюд Сааведры, называемый также «этюд Сааведры — Барбье», — один из самых знаменитых шахматных этюдов. Назван в честь проживавшего в Шотландии испанского священника Фернандо Сааведры (1849–1922), который обнаружил выигрывающий вариант в позиции Жоржа Барбье, ранее считавшейся ничейной.
Изысканная красота этюда стала подлинным открытием. «Настоящий шахматный спектакль!.. Во всей шахматной литературе не найти столь остроумного и насыщенного финала при таком скромном материале», писал Анатолий Карпов. Шедевр Сааведры вызвал многочисленные подражания и послужил мощным стимулом для шахматных композиторов XX века в их стремлении усилить эстетическую сторону этюда и парадоксальную, зрелищную сторону решения.

## Решение этюда
[Тип "этюд"]
[Автор "Ф. Сааведра"]
[Год "1895"]
[FEN "8/8/1KP5/3r4/8/8/8/k7 w KQkq - 0 1 "]
1.c7 Rd6+ 2.Kb5 Rd5+  3.Kb4 Rd4+ 4.Kb3 Rd3+ 5.Kc2 Rd4! 6.c8=R!! Ra4 7.Kb3! 1-0
1. c7 ♜d6+. Белые угрожают провести ферзя и перекрывают все атаки, кроме одной.
2. ♔b5! (единственный ход, не ведущий к размену и ничьей: 2.♔c5? ♜d1 и ♜c1+, или 2.♔b7? ♜d7) ♜d5+..
3. ♔b4 ♜d4+ — только так получается какой-то прогресс.
4. ♔b3 (можно и 4.♔c3 ♜d1 5.♔c2 ♜d4 с тем же продолжением) ♜d3+
5. ♔c2 ♜d4! Чёрные уже не могут достать ферзя с тыла и предлагают патовую ловушку: 6.c8♕? ♜c4+! 7.♕:c4 пат.
6. c8♖!! ♜a4 (угрожало 7.♖a8×)
7. ♔b3! и ввиду угрозы мата чёрные теряют ладью.

## История
|   | a | b | c | d | e | f | g | h |   |
| - | --- | --- | --- | --- | --- | --- | --- | --- | - |
| 8 | h8 белая ладья · b6 белая пешка · d6 белый король · a5 белая пешка · b5 чёрная ладья · g4 чёрный король · h3 чёрная пешка | h8 белая ладья · b6 белая пешка · d6 белый король · a5 белая пешка · b5 чёрная ладья · g4 чёрный король · h3 чёрная пешка | h8 белая ладья · b6 белая пешка · d6 белый король · a5 белая пешка · b5 чёрная ладья · g4 чёрный король · h3 чёрная пешка | h8 белая ладья · b6 белая пешка · d6 белый король · a5 белая пешка · b5 чёрная ладья · g4 чёрный король · h3 чёрная пешка | h8 белая ладья · b6 белая пешка · d6 белый король · a5 белая пешка · b5 чёрная ладья · g4 чёрный король · h3 чёрная пешка | h8 белая ладья · b6 белая пешка · d6 белый король · a5 белая пешка · b5 чёрная ладья · g4 чёрный король · h3 чёрная пешка | h8 белая ладья · b6 белая пешка · d6 белый король · a5 белая пешка · b5 чёрная ладья · g4 чёрный король · h3 чёрная пешка | h8 белая ладья · b6 белая пешка · d6 белый король · a5 белая пешка · b5 чёрная ладья · g4 чёрный король · h3 чёрная пешка | 8 |
| 7 | h8 белая ладья · b6 белая пешка · d6 белый король · a5 белая пешка · b5 чёрная ладья · g4 чёрный король · h3 чёрная пешка | h8 белая ладья · b6 белая пешка · d6 белый король · a5 белая пешка · b5 чёрная ладья · g4 чёрный король · h3 чёрная пешка | h8 белая ладья · b6 белая пешка · d6 белый король · a5 белая пешка · b5 чёрная ладья · g4 чёрный король · h3 чёрная пешка | h8 белая ладья · b6 белая пешка · d6 белый король · a5 белая пешка · b5 чёрная ладья · g4 чёрный король · h3 чёрная пешка | h8 белая ладья · b6 белая пешка · d6 белый король · a5 белая пешка · b5 чёрная ладья · g4 чёрный король · h3 чёрная пешка | h8 белая ладья · b6 белая пешка · d6 белый король · a5 белая пешка · b5 чёрная ладья · g4 чёрный король · h3 чёрная пешка | h8 белая ладья · b6 белая пешка · d6 белый король · a5 белая пешка · b5 чёрная ладья · g4 чёрный король · h3 чёрная пешка | h8 белая ладья · b6 белая пешка · d6 белый король · a5 белая пешка · b5 чёрная ладья · g4 чёрный король · h3 чёрная пешка | 7 |
| 6 | h8 белая ладья · b6 белая пешка · d6 белый король · a5 белая пешка · b5 чёрная ладья · g4 чёрный король · h3 чёрная пешка | h8 белая ладья · b6 белая пешка · d6 белый король · a5 белая пешка · b5 чёрная ладья · g4 чёрный король · h3 чёрная пешка | h8 белая ладья · b6 белая пешка · d6 белый король · a5 белая пешка · b5 чёрная ладья · g4 чёрный король · h3 чёрная пешка | h8 белая ладья · b6 белая пешка · d6 белый король · a5 белая пешка · b5 чёрная ладья · g4 чёрный король · h3 чёрная пешка | h8 белая ладья · b6 белая пешка · d6 белый король · a5 белая пешка · b5 чёрная ладья · g4 чёрный король · h3 чёрная пешка | h8 белая ладья · b6 белая пешка · d6 белый король · a5 белая пешка · b5 чёрная ладья · g4 чёрный король · h3 чёрная пешка | h8 белая ладья · b6 белая пешка · d6 белый король · a5 белая пешка · b5 чёрная ладья · g4 чёрный король · h3 чёрная пешка | h8 белая ладья · b6 белая пешка · d6 белый король · a5 белая пешка · b5 чёрная ладья · g4 чёрный король · h3 чёрная пешка | 6 |
| 5 | h8 белая ладья · b6 белая пешка · d6 белый король · a5 белая пешка · b5 чёрная ладья · g4 чёрный король · h3 чёрная пешка | h8 белая ладья · b6 белая пешка · d6 белый король · a5 белая пешка · b5 чёрная ладья · g4 чёрный король · h3 чёрная пешка | h8 белая ладья · b6 белая пешка · d6 белый король · a5 белая пешка · b5 чёрная ладья · g4 чёрный король · h3 чёрная пешка | h8 белая ладья · b6 белая пешка · d6 белый король · a5 белая пешка · b5 чёрная ладья · g4 чёрный король · h3 чёрная пешка | h8 белая ладья · b6 белая пешка · d6 белый король · a5 белая пешка · b5 чёрная ладья · g4 чёрный король · h3 чёрная пешка | h8 белая ладья · b6 белая пешка · d6 белый король · a5 белая пешка · b5 чёрная ладья · g4 чёрный король · h3 чёрная пешка | h8 белая ладья · b6 белая пешка · d6 белый король · a5 белая пешка · b5 чёрная ладья · g4 чёрный король · h3 чёрная пешка | h8 белая ладья · b6 белая пешка · d6 белый король · a5 белая пешка · b5 чёрная ладья · g4 чёрный король · h3 чёрная пешка | 5 |
| 4 | h8 белая ладья · b6 белая пешка · d6 белый король · a5 белая пешка · b5 чёрная ладья · g4 чёрный король · h3 чёрная пешка | h8 белая ладья · b6 белая пешка · d6 белый король · a5 белая пешка · b5 чёрная ладья · g4 чёрный король · h3 чёрная пешка | h8 белая ладья · b6 белая пешка · d6 белый король · a5 белая пешка · b5 чёрная ладья · g4 чёрный король · h3 чёрная пешка | h8 белая ладья · b6 белая пешка · d6 белый король · a5 белая пешка · b5 чёрная ладья · g4 чёрный король · h3 чёрная пешка | h8 белая ладья · b6 белая пешка · d6 белый король · a5 белая пешка · b5 чёрная ладья · g4 чёрный король · h3 чёрная пешка | h8 белая ладья · b6 белая пешка · d6 белый король · a5 белая пешка · b5 чёрная ладья · g4 чёрный король · h3 чёрная пешка | h8 белая ладья · b6 белая пешка · d6 белый король · a5 белая пешка · b5 чёрная ладья · g4 чёрный король · h3 чёрная пешка | h8 белая ладья · b6 белая пешка · d6 белый король · a5 белая пешка · b5 чёрная ладья · g4 чёрный король · h3 чёрная пешка | 4 |
| 3 | h8 белая ладья · b6 белая пешка · d6 белый король · a5 белая пешка · b5 чёрная ладья · g4 чёрный король · h3 чёрная пешка | h8 белая ладья · b6 белая пешка · d6 белый король · a5 белая пешка · b5 чёрная ладья · g4 чёрный король · h3 чёрная пешка | h8 белая ладья · b6 белая пешка · d6 белый король · a5 белая пешка · b5 чёрная ладья · g4 чёрный король · h3 чёрная пешка | h8 белая ладья · b6 белая пешка · d6 белый король · a5 белая пешка · b5 чёрная ладья · g4 чёрный король · h3 чёрная пешка | h8 белая ладья · b6 белая пешка · d6 белый король · a5 белая пешка · b5 чёрная ладья · g4 чёрный король · h3 чёрная пешка | h8 белая ладья · b6 белая пешка · d6 белый король · a5 белая пешка · b5 чёрная ладья · g4 чёрный король · h3 чёрная пешка | h8 белая ладья · b6 белая пешка · d6 белый король · a5 белая пешка · b5 чёрная ладья · g4 чёрный король · h3 чёрная пешка | h8 белая ладья · b6 белая пешка · d6 белый король · a5 белая пешка · b5 чёрная ладья · g4 чёрный король · h3 чёрная пешка | 3 |
| 2 | h8 белая ладья · b6 белая пешка · d6 белый король · a5 белая пешка · b5 чёрная ладья · g4 чёрный король · h3 чёрная пешка | h8 белая ладья · b6 белая пешка · d6 белый король · a5 белая пешка · b5 чёрная ладья · g4 чёрный король · h3 чёрная пешка | h8 белая ладья · b6 белая пешка · d6 белый король · a5 белая пешка · b5 чёрная ладья · g4 чёрный король · h3 чёрная пешка | h8 белая ладья · b6 белая пешка · d6 белый король · a5 белая пешка · b5 чёрная ладья · g4 чёрный король · h3 чёрная пешка | h8 белая ладья · b6 белая пешка · d6 белый король · a5 белая пешка · b5 чёрная ладья · g4 чёрный король · h3 чёрная пешка | h8 белая ладья · b6 белая пешка · d6 белый король · a5 белая пешка · b5 чёрная ладья · g4 чёрный король · h3 чёрная пешка | h8 белая ладья · b6 белая пешка · d6 белый король · a5 белая пешка · b5 чёрная ладья · g4 чёрный король · h3 чёрная пешка | h8 белая ладья · b6 белая пешка · d6 белый король · a5 белая пешка · b5 чёрная ладья · g4 чёрный король · h3 чёрная пешка | 2 |
| 1 | h8 белая ладья · b6 белая пешка · d6 белый король · a5 белая пешка · b5 чёрная ладья · g4 чёрный король · h3 чёрная пешка | h8 белая ладья · b6 белая пешка · d6 белый король · a5 белая пешка · b5 чёрная ладья · g4 чёрный король · h3 чёрная пешка | h8 белая ладья · b6 белая пешка · d6 белый король · a5 белая пешка · b5 чёрная ладья · g4 чёрный король · h3 чёрная пешка | h8 белая ладья · b6 белая пешка · d6 белый король · a5 белая пешка · b5 чёрная ладья · g4 чёрный король · h3 чёрная пешка | h8 белая ладья · b6 белая пешка · d6 белый король · a5 белая пешка · b5 чёрная ладья · g4 чёрный король · h3 чёрная пешка | h8 белая ладья · b6 белая пешка · d6 белый король · a5 белая пешка · b5 чёрная ладья · g4 чёрный король · h3 чёрная пешка | h8 белая ладья · b6 белая пешка · d6 белый король · a5 белая пешка · b5 чёрная ладья · g4 чёрный король · h3 чёрная пешка | h8 белая ладья · b6 белая пешка · d6 белый король · a5 белая пешка · b5 чёрная ладья · g4 чёрный король · h3 чёрная пешка | 1 |
|   | a | b | c | d | e | f | g | h |   |

Этюд Сааведры является финалом долгой и занимательной истории. Началась она в 1875 году с партии между
английскими шахматистами Ричардом Фентоном и Уильямом Поттером. В показанной справа позиции игра продолжалась так: 1.♖:h3 ♚:h3 2.♔c6 ♜:a5 3.b7 ♜a6+, после чего игроки согласились на ничью. Однако, как отметил Иоганн Цукерторт в журнале «City of London Chess Magazine» в том же 1875 году, белые могли выиграть, сыграв 4.♔с5 (но не 4.♔b5 ♜a1, и ничья) 4 …♜а5+ 5.♔c4 ♜a4+ 6.♔с3 ♜а3+ 7.♔b2, и чёрные не могут помешать появлению белого ферзя. Эту идею указали английские теоретики эндшпиля И. Клинг и Б. Горвиц ещё в 1853 году.
|   | a                                                                     | b                                                                     | c                                                                     | d                                                                     | e                                                                     | f                                                                     | g                                                                     | h                                                                     |   |
| - | --------------------------------------------------------------------- | --------------------------------------------------------------------- | --------------------------------------------------------------------- | --------------------------------------------------------------------- | --------------------------------------------------------------------- | --------------------------------------------------------------------- | --------------------------------------------------------------------- | --------------------------------------------------------------------- | - |
| 8 | c7 белая пешка · b6 белый король · h6 чёрный король · d5 чёрная ладья | c7 белая пешка · b6 белый король · h6 чёрный король · d5 чёрная ладья | c7 белая пешка · b6 белый король · h6 чёрный король · d5 чёрная ладья | c7 белая пешка · b6 белый король · h6 чёрный король · d5 чёрная ладья | c7 белая пешка · b6 белый король · h6 чёрный король · d5 чёрная ладья | c7 белая пешка · b6 белый король · h6 чёрный король · d5 чёрная ладья | c7 белая пешка · b6 белый король · h6 чёрный король · d5 чёрная ладья | c7 белая пешка · b6 белый король · h6 чёрный король · d5 чёрная ладья | 8 |
| 7 | c7 белая пешка · b6 белый король · h6 чёрный король · d5 чёрная ладья | c7 белая пешка · b6 белый король · h6 чёрный король · d5 чёрная ладья | c7 белая пешка · b6 белый король · h6 чёрный король · d5 чёрная ладья | c7 белая пешка · b6 белый король · h6 чёрный король · d5 чёрная ладья | c7 белая пешка · b6 белый король · h6 чёрный король · d5 чёрная ладья | c7 белая пешка · b6 белый король · h6 чёрный король · d5 чёрная ладья | c7 белая пешка · b6 белый король · h6 чёрный король · d5 чёрная ладья | c7 белая пешка · b6 белый король · h6 чёрный король · d5 чёрная ладья | 7 |
| 6 | c7 белая пешка · b6 белый король · h6 чёрный король · d5 чёрная ладья | c7 белая пешка · b6 белый король · h6 чёрный король · d5 чёрная ладья | c7 белая пешка · b6 белый король · h6 чёрный король · d5 чёрная ладья | c7 белая пешка · b6 белый король · h6 чёрный король · d5 чёрная ладья | c7 белая пешка · b6 белый король · h6 чёрный король · d5 чёрная ладья | c7 белая пешка · b6 белый король · h6 чёрный король · d5 чёрная ладья | c7 белая пешка · b6 белый король · h6 чёрный король · d5 чёрная ладья | c7 белая пешка · b6 белый король · h6 чёрный король · d5 чёрная ладья | 6 |
| 5 | c7 белая пешка · b6 белый король · h6 чёрный король · d5 чёрная ладья | c7 белая пешка · b6 белый король · h6 чёрный король · d5 чёрная ладья | c7 белая пешка · b6 белый король · h6 чёрный король · d5 чёрная ладья | c7 белая пешка · b6 белый король · h6 чёрный король · d5 чёрная ладья | c7 белая пешка · b6 белый король · h6 чёрный король · d5 чёрная ладья | c7 белая пешка · b6 белый король · h6 чёрный король · d5 чёрная ладья | c7 белая пешка · b6 белый король · h6 чёрный король · d5 чёрная ладья | c7 белая пешка · b6 белый король · h6 чёрный король · d5 чёрная ладья | 5 |
| 4 | c7 белая пешка · b6 белый король · h6 чёрный король · d5 чёрная ладья | c7 белая пешка · b6 белый король · h6 чёрный король · d5 чёрная ладья | c7 белая пешка · b6 белый король · h6 чёрный король · d5 чёрная ладья | c7 белая пешка · b6 белый король · h6 чёрный король · d5 чёрная ладья | c7 белая пешка · b6 белый король · h6 чёрный король · d5 чёрная ладья | c7 белая пешка · b6 белый король · h6 чёрный король · d5 чёрная ладья | c7 белая пешка · b6 белый король · h6 чёрный король · d5 чёрная ладья | c7 белая пешка · b6 белый король · h6 чёрный король · d5 чёрная ладья | 4 |
| 3 | c7 белая пешка · b6 белый король · h6 чёрный король · d5 чёрная ладья | c7 белая пешка · b6 белый король · h6 чёрный король · d5 чёрная ладья | c7 белая пешка · b6 белый король · h6 чёрный король · d5 чёрная ладья | c7 белая пешка · b6 белый король · h6 чёрный король · d5 чёрная ладья | c7 белая пешка · b6 белый король · h6 чёрный король · d5 чёрная ладья | c7 белая пешка · b6 белый король · h6 чёрный король · d5 чёрная ладья | c7 белая пешка · b6 белый король · h6 чёрный король · d5 чёрная ладья | c7 белая пешка · b6 белый король · h6 чёрный король · d5 чёрная ладья | 3 |
| 2 | c7 белая пешка · b6 белый король · h6 чёрный король · d5 чёрная ладья | c7 белая пешка · b6 белый король · h6 чёрный король · d5 чёрная ладья | c7 белая пешка · b6 белый король · h6 чёрный король · d5 чёрная ладья | c7 белая пешка · b6 белый король · h6 чёрный король · d5 чёрная ладья | c7 белая пешка · b6 белый король · h6 чёрный король · d5 чёрная ладья | c7 белая пешка · b6 белый король · h6 чёрный король · d5 чёрная ладья | c7 белая пешка · b6 белый король · h6 чёрный король · d5 чёрная ладья | c7 белая пешка · b6 белый король · h6 чёрный король · d5 чёрная ладья | 2 |
| 1 | c7 белая пешка · b6 белый король · h6 чёрный король · d5 чёрная ладья | c7 белая пешка · b6 белый король · h6 чёрный король · d5 чёрная ладья | c7 белая пешка · b6 белый король · h6 чёрный король · d5 чёрная ладья | c7 белая пешка · b6 белый король · h6 чёрный король · d5 чёрная ладья | c7 белая пешка · b6 белый король · h6 чёрный король · d5 чёрная ладья | c7 белая пешка · b6 белый король · h6 чёрный король · d5 чёрная ладья | c7 белая пешка · b6 белый король · h6 чёрный король · d5 чёрная ладья | c7 белая пешка · b6 белый король · h6 чёрный король · d5 чёрная ладья | 1 |
|   | a                                                                     | b                                                                     | c                                                                     | d                                                                     | e                                                                     | f                                                                     | g                                                                     | h                                                                     |   |

27 апреля 1895 года чемпион Шотландии Жорж Эмиль Барбье опубликовал в своей шахматной колонке газеты «Weekly Citizen» (Глазго) статью, посвящённую памяти Поттера (скончавшегося в марте 1895 года). Заметка содержала показанную слева позицию. Барбье сообщил, что это позиция из партии Фентон — Поттер, хотя это не соответствовало действительности, и предложил читателям найти путь к выигрышу белых.
|   | a                                                                     | b                                                                     | c                                                                     | d                                                                     | e                                                                     | f                                                                     | g                                                                     | h                                                                     |   |
| - | --------------------------------------------------------------------- | --------------------------------------------------------------------- | --------------------------------------------------------------------- | --------------------------------------------------------------------- | --------------------------------------------------------------------- | --------------------------------------------------------------------- | --------------------------------------------------------------------- | --------------------------------------------------------------------- | - |
| 8 | b7 чёрный король · a6 белая ладья · a5 белый король · c2 чёрная пешка | b7 чёрный король · a6 белая ладья · a5 белый король · c2 чёрная пешка | b7 чёрный король · a6 белая ладья · a5 белый король · c2 чёрная пешка | b7 чёрный король · a6 белая ладья · a5 белый король · c2 чёрная пешка | b7 чёрный король · a6 белая ладья · a5 белый король · c2 чёрная пешка | b7 чёрный король · a6 белая ладья · a5 белый король · c2 чёрная пешка | b7 чёрный король · a6 белая ладья · a5 белый король · c2 чёрная пешка | b7 чёрный король · a6 белая ладья · a5 белый король · c2 чёрная пешка | 8 |
| 7 | b7 чёрный король · a6 белая ладья · a5 белый король · c2 чёрная пешка | b7 чёрный король · a6 белая ладья · a5 белый король · c2 чёрная пешка | b7 чёрный король · a6 белая ладья · a5 белый король · c2 чёрная пешка | b7 чёрный король · a6 белая ладья · a5 белый король · c2 чёрная пешка | b7 чёрный король · a6 белая ладья · a5 белый король · c2 чёрная пешка | b7 чёрный король · a6 белая ладья · a5 белый король · c2 чёрная пешка | b7 чёрный король · a6 белая ладья · a5 белый король · c2 чёрная пешка | b7 чёрный король · a6 белая ладья · a5 белый король · c2 чёрная пешка | 7 |
| 6 | b7 чёрный король · a6 белая ладья · a5 белый король · c2 чёрная пешка | b7 чёрный король · a6 белая ладья · a5 белый король · c2 чёрная пешка | b7 чёрный король · a6 белая ладья · a5 белый король · c2 чёрная пешка | b7 чёрный король · a6 белая ладья · a5 белый король · c2 чёрная пешка | b7 чёрный король · a6 белая ладья · a5 белый король · c2 чёрная пешка | b7 чёрный король · a6 белая ладья · a5 белый король · c2 чёрная пешка | b7 чёрный король · a6 белая ладья · a5 белый король · c2 чёрная пешка | b7 чёрный король · a6 белая ладья · a5 белый король · c2 чёрная пешка | 6 |
| 5 | b7 чёрный король · a6 белая ладья · a5 белый король · c2 чёрная пешка | b7 чёрный король · a6 белая ладья · a5 белый король · c2 чёрная пешка | b7 чёрный король · a6 белая ладья · a5 белый король · c2 чёрная пешка | b7 чёрный король · a6 белая ладья · a5 белый король · c2 чёрная пешка | b7 чёрный король · a6 белая ладья · a5 белый король · c2 чёрная пешка | b7 чёрный король · a6 белая ладья · a5 белый король · c2 чёрная пешка | b7 чёрный король · a6 белая ладья · a5 белый король · c2 чёрная пешка | b7 чёрный король · a6 белая ладья · a5 белый король · c2 чёрная пешка | 5 |
| 4 | b7 чёрный король · a6 белая ладья · a5 белый король · c2 чёрная пешка | b7 чёрный король · a6 белая ладья · a5 белый король · c2 чёрная пешка | b7 чёрный король · a6 белая ладья · a5 белый король · c2 чёрная пешка | b7 чёрный король · a6 белая ладья · a5 белый король · c2 чёрная пешка | b7 чёрный король · a6 белая ладья · a5 белый король · c2 чёрная пешка | b7 чёрный король · a6 белая ладья · a5 белый король · c2 чёрная пешка | b7 чёрный король · a6 белая ладья · a5 белый король · c2 чёрная пешка | b7 чёрный король · a6 белая ладья · a5 белый король · c2 чёрная пешка | 4 |
| 3 | b7 чёрный король · a6 белая ладья · a5 белый король · c2 чёрная пешка | b7 чёрный король · a6 белая ладья · a5 белый король · c2 чёрная пешка | b7 чёрный король · a6 белая ладья · a5 белый король · c2 чёрная пешка | b7 чёрный король · a6 белая ладья · a5 белый король · c2 чёрная пешка | b7 чёрный король · a6 белая ладья · a5 белый король · c2 чёрная пешка | b7 чёрный король · a6 белая ладья · a5 белый король · c2 чёрная пешка | b7 чёрный король · a6 белая ладья · a5 белый король · c2 чёрная пешка | b7 чёрный король · a6 белая ладья · a5 белый король · c2 чёрная пешка | 3 |
| 2 | b7 чёрный король · a6 белая ладья · a5 белый король · c2 чёрная пешка | b7 чёрный король · a6 белая ладья · a5 белый король · c2 чёрная пешка | b7 чёрный король · a6 белая ладья · a5 белый король · c2 чёрная пешка | b7 чёрный король · a6 белая ладья · a5 белый король · c2 чёрная пешка | b7 чёрный король · a6 белая ладья · a5 белый король · c2 чёрная пешка | b7 чёрный король · a6 белая ладья · a5 белый король · c2 чёрная пешка | b7 чёрный король · a6 белая ладья · a5 белый король · c2 чёрная пешка | b7 чёрный король · a6 белая ладья · a5 белый король · c2 чёрная пешка | 2 |
| 1 | b7 чёрный король · a6 белая ладья · a5 белый король · c2 чёрная пешка | b7 чёрный король · a6 белая ладья · a5 белый король · c2 чёрная пешка | b7 чёрный король · a6 белая ладья · a5 белый король · c2 чёрная пешка | b7 чёрный король · a6 белая ладья · a5 белый король · c2 чёрная пешка | b7 чёрный король · a6 белая ладья · a5 белый король · c2 чёрная пешка | b7 чёрный король · a6 белая ладья · a5 белый король · c2 чёрная пешка | b7 чёрный король · a6 белая ладья · a5 белый король · c2 чёрная пешка | b7 чёрный король · a6 белая ладья · a5 белый король · c2 чёрная пешка | 1 |
|   | a                                                                     | b                                                                     | c                                                                     | d                                                                     | e                                                                     | f                                                                     | g                                                                     | h                                                                     |   |

4 мая Барбье опубликовал решение (аналогичное указанному Цукертортом) и дал читателям новое задание: доказать, что если переместить чёрного короля с h6 на a1, то чёрные могут добиться ничьей. 11 мая он сообщил решение, которое до 6-го хода совпадало с приведенным выше этюдом Сааведры и заканчивалось патом: 6. c8Ф Лc4+! 7.Ф:c4 пат. Вероятно, Барбье нашёл эту идею в этюде американского шахматиста Юджина Кука (1830—1915), опубликованном в 1864 году (см. диаграмму).
Решение этюда Кука:

1. Лb6+ Крc7

2. Лb4! c1Ф

3. Лc4+! Ф:c4 пат
18 мая та же газета опубликовала замечание местного католического священника Фернандо Сааведры, который обнаружил, что в позиции Барбье вместо 6. c8Ф выигрывает 6. c8Л!! Сааведра не был сильным шахматистом, и данный вариант является его единственным достижением в шахматном мире.
В январе 1902 года Глазго посетил немецкий шахматист и журналист Рихард Тейхман, который сам увлекался этюдной композицией. В местном шахматном клубе ему показали этюд Сааведры. На шахматном чемпионате в Монте-Карло Тейхман рассказал об этом Эммануилу Ласкеру, который пришёл в восторг. Современная форма этюда, с пешкой на c6 и ходом белых, была впервые опубликована Ласкером в газете «The Brooklyn Daily Eagle» 1 июня 1902 года, подробную статью разместила также австрийская шахматная газета «Wiener Schachzeitung». С этого момента начинается всемирная слава этюда.

## Тема Сааведры в этюдах других авторов
Находка Сааведры вызвала всеобщее восхищение. Этюд стал широко известным, его тема была развита во многих этюдах разных авторов. Среди продолжателей темы — А. А. Троицкий, братья Василий и Михаил Платовы, Г. Венинк, Т. Б. Горгиев, В. О. Гальберштадт, М. С. Либуркин и многие другие. Сходные мотивы содержатся и в этюде А. С. Селезнёва (см. статью о нём).

### Братья Платовы
Одними из первых тему развили братья Василий и Михаил Платовы, которые добавили белого слона и задачный мотив «римской темы» (отвлекающая жертва слона на 6-м ходу).
|   | a | b | c | d | e | f | g | h |   |
| - | --- | --- | --- | --- | --- | --- | --- | --- | - |
| 8 | c5 белая пешка · h5 белая пешка · c3 белый король · h2 белый слон · a1 чёрный король · f1 чёрная ладья | c5 белая пешка · h5 белая пешка · c3 белый король · h2 белый слон · a1 чёрный король · f1 чёрная ладья | c5 белая пешка · h5 белая пешка · c3 белый король · h2 белый слон · a1 чёрный король · f1 чёрная ладья | c5 белая пешка · h5 белая пешка · c3 белый король · h2 белый слон · a1 чёрный король · f1 чёрная ладья | c5 белая пешка · h5 белая пешка · c3 белый король · h2 белый слон · a1 чёрный король · f1 чёрная ладья | c5 белая пешка · h5 белая пешка · c3 белый король · h2 белый слон · a1 чёрный король · f1 чёрная ладья | c5 белая пешка · h5 белая пешка · c3 белый король · h2 белый слон · a1 чёрный король · f1 чёрная ладья | c5 белая пешка · h5 белая пешка · c3 белый король · h2 белый слон · a1 чёрный король · f1 чёрная ладья | 8 |
| 7 | c5 белая пешка · h5 белая пешка · c3 белый король · h2 белый слон · a1 чёрный король · f1 чёрная ладья | c5 белая пешка · h5 белая пешка · c3 белый король · h2 белый слон · a1 чёрный король · f1 чёрная ладья | c5 белая пешка · h5 белая пешка · c3 белый король · h2 белый слон · a1 чёрный король · f1 чёрная ладья | c5 белая пешка · h5 белая пешка · c3 белый король · h2 белый слон · a1 чёрный король · f1 чёрная ладья | c5 белая пешка · h5 белая пешка · c3 белый король · h2 белый слон · a1 чёрный король · f1 чёрная ладья | c5 белая пешка · h5 белая пешка · c3 белый король · h2 белый слон · a1 чёрный король · f1 чёрная ладья | c5 белая пешка · h5 белая пешка · c3 белый король · h2 белый слон · a1 чёрный король · f1 чёрная ладья | c5 белая пешка · h5 белая пешка · c3 белый король · h2 белый слон · a1 чёрный король · f1 чёрная ладья | 7 |
| 6 | c5 белая пешка · h5 белая пешка · c3 белый король · h2 белый слон · a1 чёрный король · f1 чёрная ладья | c5 белая пешка · h5 белая пешка · c3 белый король · h2 белый слон · a1 чёрный король · f1 чёрная ладья | c5 белая пешка · h5 белая пешка · c3 белый король · h2 белый слон · a1 чёрный король · f1 чёрная ладья | c5 белая пешка · h5 белая пешка · c3 белый король · h2 белый слон · a1 чёрный король · f1 чёрная ладья | c5 белая пешка · h5 белая пешка · c3 белый король · h2 белый слон · a1 чёрный король · f1 чёрная ладья | c5 белая пешка · h5 белая пешка · c3 белый король · h2 белый слон · a1 чёрный король · f1 чёрная ладья | c5 белая пешка · h5 белая пешка · c3 белый король · h2 белый слон · a1 чёрный король · f1 чёрная ладья | c5 белая пешка · h5 белая пешка · c3 белый король · h2 белый слон · a1 чёрный король · f1 чёрная ладья | 6 |
| 5 | c5 белая пешка · h5 белая пешка · c3 белый король · h2 белый слон · a1 чёрный король · f1 чёрная ладья | c5 белая пешка · h5 белая пешка · c3 белый король · h2 белый слон · a1 чёрный король · f1 чёрная ладья | c5 белая пешка · h5 белая пешка · c3 белый король · h2 белый слон · a1 чёрный король · f1 чёрная ладья | c5 белая пешка · h5 белая пешка · c3 белый король · h2 белый слон · a1 чёрный король · f1 чёрная ладья | c5 белая пешка · h5 белая пешка · c3 белый король · h2 белый слон · a1 чёрный король · f1 чёрная ладья | c5 белая пешка · h5 белая пешка · c3 белый король · h2 белый слон · a1 чёрный король · f1 чёрная ладья | c5 белая пешка · h5 белая пешка · c3 белый король · h2 белый слон · a1 чёрный король · f1 чёрная ладья | c5 белая пешка · h5 белая пешка · c3 белый король · h2 белый слон · a1 чёрный король · f1 чёрная ладья | 5 |
| 4 | c5 белая пешка · h5 белая пешка · c3 белый король · h2 белый слон · a1 чёрный король · f1 чёрная ладья | c5 белая пешка · h5 белая пешка · c3 белый король · h2 белый слон · a1 чёрный король · f1 чёрная ладья | c5 белая пешка · h5 белая пешка · c3 белый король · h2 белый слон · a1 чёрный король · f1 чёрная ладья | c5 белая пешка · h5 белая пешка · c3 белый король · h2 белый слон · a1 чёрный король · f1 чёрная ладья | c5 белая пешка · h5 белая пешка · c3 белый король · h2 белый слон · a1 чёрный король · f1 чёрная ладья | c5 белая пешка · h5 белая пешка · c3 белый король · h2 белый слон · a1 чёрный король · f1 чёрная ладья | c5 белая пешка · h5 белая пешка · c3 белый король · h2 белый слон · a1 чёрный король · f1 чёрная ладья | c5 белая пешка · h5 белая пешка · c3 белый король · h2 белый слон · a1 чёрный король · f1 чёрная ладья | 4 |
| 3 | c5 белая пешка · h5 белая пешка · c3 белый король · h2 белый слон · a1 чёрный король · f1 чёрная ладья | c5 белая пешка · h5 белая пешка · c3 белый король · h2 белый слон · a1 чёрный король · f1 чёрная ладья | c5 белая пешка · h5 белая пешка · c3 белый король · h2 белый слон · a1 чёрный король · f1 чёрная ладья | c5 белая пешка · h5 белая пешка · c3 белый король · h2 белый слон · a1 чёрный король · f1 чёрная ладья | c5 белая пешка · h5 белая пешка · c3 белый король · h2 белый слон · a1 чёрный король · f1 чёрная ладья | c5 белая пешка · h5 белая пешка · c3 белый король · h2 белый слон · a1 чёрный король · f1 чёрная ладья | c5 белая пешка · h5 белая пешка · c3 белый король · h2 белый слон · a1 чёрный король · f1 чёрная ладья | c5 белая пешка · h5 белая пешка · c3 белый король · h2 белый слон · a1 чёрный король · f1 чёрная ладья | 3 |
| 2 | c5 белая пешка · h5 белая пешка · c3 белый король · h2 белый слон · a1 чёрный король · f1 чёрная ладья | c5 белая пешка · h5 белая пешка · c3 белый король · h2 белый слон · a1 чёрный король · f1 чёрная ладья | c5 белая пешка · h5 белая пешка · c3 белый король · h2 белый слон · a1 чёрный король · f1 чёрная ладья | c5 белая пешка · h5 белая пешка · c3 белый король · h2 белый слон · a1 чёрный король · f1 чёрная ладья | c5 белая пешка · h5 белая пешка · c3 белый король · h2 белый слон · a1 чёрный король · f1 чёрная ладья | c5 белая пешка · h5 белая пешка · c3 белый король · h2 белый слон · a1 чёрный король · f1 чёрная ладья | c5 белая пешка · h5 белая пешка · c3 белый король · h2 белый слон · a1 чёрный король · f1 чёрная ладья | c5 белая пешка · h5 белая пешка · c3 белый король · h2 белый слон · a1 чёрный король · f1 чёрная ладья | 2 |
| 1 | c5 белая пешка · h5 белая пешка · c3 белый король · h2 белый слон · a1 чёрный король · f1 чёрная ладья | c5 белая пешка · h5 белая пешка · c3 белый король · h2 белый слон · a1 чёрный король · f1 чёрная ладья | c5 белая пешка · h5 белая пешка · c3 белый король · h2 белый слон · a1 чёрный король · f1 чёрная ладья | c5 белая пешка · h5 белая пешка · c3 белый король · h2 белый слон · a1 чёрный король · f1 чёрная ладья | c5 белая пешка · h5 белая пешка · c3 белый король · h2 белый слон · a1 чёрный король · f1 чёрная ладья | c5 белая пешка · h5 белая пешка · c3 белый король · h2 белый слон · a1 чёрный король · f1 чёрная ладья | c5 белая пешка · h5 белая пешка · c3 белый король · h2 белый слон · a1 чёрный король · f1 чёрная ладья | c5 белая пешка · h5 белая пешка · c3 белый король · h2 белый слон · a1 чёрный король · f1 чёрная ладья | 1 |
|   | a | b | c | d | e | f | g | h |   |

Решение:

1. Крb4! (см. ниже комментарий к третьему ходу) Лf5

2. c6 Л:h5

3. c7 Лh4+ Нельзя 3… Лh8 4. Сe5+, но, на первый взгляд, у чёрных вечный шах — белый король не может уйти ни на c2 из-за потери слона с шахом, ни на b7 из-за Лh7, ни на e6 из-за Лc5. Здесь можно оценить правильный выбор первого хода: в случае 1. Крc4? к ничьей в данный момент приводит 3…Л:h2, а при 1. Крd4? — 3…Лh8.

4. Крb5 Лh5+

5. Крb6 Лh6+

6. Сd6!! Л:d6+

7. Крb5 и далее «по Сааведре».

### Генри Венинк
|   | a | b | c | d | e | f | g | h |   |
| - | --- | --- | --- | --- | --- | --- | --- | --- | - |
| 8 | c6 белая пешка · d5 чёрная пешка · b4 белый король · d2 чёрная ладья · a1 чёрный король · g1 белый слон | c6 белая пешка · d5 чёрная пешка · b4 белый король · d2 чёрная ладья · a1 чёрный король · g1 белый слон | c6 белая пешка · d5 чёрная пешка · b4 белый король · d2 чёрная ладья · a1 чёрный король · g1 белый слон | c6 белая пешка · d5 чёрная пешка · b4 белый король · d2 чёрная ладья · a1 чёрный король · g1 белый слон | c6 белая пешка · d5 чёрная пешка · b4 белый король · d2 чёрная ладья · a1 чёрный король · g1 белый слон | c6 белая пешка · d5 чёрная пешка · b4 белый король · d2 чёрная ладья · a1 чёрный король · g1 белый слон | c6 белая пешка · d5 чёрная пешка · b4 белый король · d2 чёрная ладья · a1 чёрный король · g1 белый слон | c6 белая пешка · d5 чёрная пешка · b4 белый король · d2 чёрная ладья · a1 чёрный король · g1 белый слон | 8 |
| 7 | c6 белая пешка · d5 чёрная пешка · b4 белый король · d2 чёрная ладья · a1 чёрный король · g1 белый слон | c6 белая пешка · d5 чёрная пешка · b4 белый король · d2 чёрная ладья · a1 чёрный король · g1 белый слон | c6 белая пешка · d5 чёрная пешка · b4 белый король · d2 чёрная ладья · a1 чёрный король · g1 белый слон | c6 белая пешка · d5 чёрная пешка · b4 белый король · d2 чёрная ладья · a1 чёрный король · g1 белый слон | c6 белая пешка · d5 чёрная пешка · b4 белый король · d2 чёрная ладья · a1 чёрный король · g1 белый слон | c6 белая пешка · d5 чёрная пешка · b4 белый король · d2 чёрная ладья · a1 чёрный король · g1 белый слон | c6 белая пешка · d5 чёрная пешка · b4 белый король · d2 чёрная ладья · a1 чёрный король · g1 белый слон | c6 белая пешка · d5 чёрная пешка · b4 белый король · d2 чёрная ладья · a1 чёрный король · g1 белый слон | 7 |
| 6 | c6 белая пешка · d5 чёрная пешка · b4 белый король · d2 чёрная ладья · a1 чёрный король · g1 белый слон | c6 белая пешка · d5 чёрная пешка · b4 белый король · d2 чёрная ладья · a1 чёрный король · g1 белый слон | c6 белая пешка · d5 чёрная пешка · b4 белый король · d2 чёрная ладья · a1 чёрный король · g1 белый слон | c6 белая пешка · d5 чёрная пешка · b4 белый король · d2 чёрная ладья · a1 чёрный король · g1 белый слон | c6 белая пешка · d5 чёрная пешка · b4 белый король · d2 чёрная ладья · a1 чёрный король · g1 белый слон | c6 белая пешка · d5 чёрная пешка · b4 белый король · d2 чёрная ладья · a1 чёрный король · g1 белый слон | c6 белая пешка · d5 чёрная пешка · b4 белый король · d2 чёрная ладья · a1 чёрный король · g1 белый слон | c6 белая пешка · d5 чёрная пешка · b4 белый король · d2 чёрная ладья · a1 чёрный король · g1 белый слон | 6 |
| 5 | c6 белая пешка · d5 чёрная пешка · b4 белый король · d2 чёрная ладья · a1 чёрный король · g1 белый слон | c6 белая пешка · d5 чёрная пешка · b4 белый король · d2 чёрная ладья · a1 чёрный король · g1 белый слон | c6 белая пешка · d5 чёрная пешка · b4 белый король · d2 чёрная ладья · a1 чёрный король · g1 белый слон | c6 белая пешка · d5 чёрная пешка · b4 белый король · d2 чёрная ладья · a1 чёрный король · g1 белый слон | c6 белая пешка · d5 чёрная пешка · b4 белый король · d2 чёрная ладья · a1 чёрный король · g1 белый слон | c6 белая пешка · d5 чёрная пешка · b4 белый король · d2 чёрная ладья · a1 чёрный король · g1 белый слон | c6 белая пешка · d5 чёрная пешка · b4 белый король · d2 чёрная ладья · a1 чёрный король · g1 белый слон | c6 белая пешка · d5 чёрная пешка · b4 белый король · d2 чёрная ладья · a1 чёрный король · g1 белый слон | 5 |
| 4 | c6 белая пешка · d5 чёрная пешка · b4 белый король · d2 чёрная ладья · a1 чёрный король · g1 белый слон | c6 белая пешка · d5 чёрная пешка · b4 белый король · d2 чёрная ладья · a1 чёрный король · g1 белый слон | c6 белая пешка · d5 чёрная пешка · b4 белый король · d2 чёрная ладья · a1 чёрный король · g1 белый слон | c6 белая пешка · d5 чёрная пешка · b4 белый король · d2 чёрная ладья · a1 чёрный король · g1 белый слон | c6 белая пешка · d5 чёрная пешка · b4 белый король · d2 чёрная ладья · a1 чёрный король · g1 белый слон | c6 белая пешка · d5 чёрная пешка · b4 белый король · d2 чёрная ладья · a1 чёрный король · g1 белый слон | c6 белая пешка · d5 чёрная пешка · b4 белый король · d2 чёрная ладья · a1 чёрный король · g1 белый слон | c6 белая пешка · d5 чёрная пешка · b4 белый король · d2 чёрная ладья · a1 чёрный король · g1 белый слон | 4 |
| 3 | c6 белая пешка · d5 чёрная пешка · b4 белый король · d2 чёрная ладья · a1 чёрный король · g1 белый слон | c6 белая пешка · d5 чёрная пешка · b4 белый король · d2 чёрная ладья · a1 чёрный король · g1 белый слон | c6 белая пешка · d5 чёрная пешка · b4 белый король · d2 чёрная ладья · a1 чёрный король · g1 белый слон | c6 белая пешка · d5 чёрная пешка · b4 белый король · d2 чёрная ладья · a1 чёрный король · g1 белый слон | c6 белая пешка · d5 чёрная пешка · b4 белый король · d2 чёрная ладья · a1 чёрный король · g1 белый слон | c6 белая пешка · d5 чёрная пешка · b4 белый король · d2 чёрная ладья · a1 чёрный король · g1 белый слон | c6 белая пешка · d5 чёрная пешка · b4 белый король · d2 чёрная ладья · a1 чёрный король · g1 белый слон | c6 белая пешка · d5 чёрная пешка · b4 белый король · d2 чёрная ладья · a1 чёрный король · g1 белый слон | 3 |
| 2 | c6 белая пешка · d5 чёрная пешка · b4 белый король · d2 чёрная ладья · a1 чёрный король · g1 белый слон | c6 белая пешка · d5 чёрная пешка · b4 белый король · d2 чёрная ладья · a1 чёрный король · g1 белый слон | c6 белая пешка · d5 чёрная пешка · b4 белый король · d2 чёрная ладья · a1 чёрный король · g1 белый слон | c6 белая пешка · d5 чёрная пешка · b4 белый король · d2 чёрная ладья · a1 чёрный король · g1 белый слон | c6 белая пешка · d5 чёрная пешка · b4 белый король · d2 чёрная ладья · a1 чёрный король · g1 белый слон | c6 белая пешка · d5 чёрная пешка · b4 белый король · d2 чёрная ладья · a1 чёрный король · g1 белый слон | c6 белая пешка · d5 чёрная пешка · b4 белый король · d2 чёрная ладья · a1 чёрный король · g1 белый слон | c6 белая пешка · d5 чёрная пешка · b4 белый король · d2 чёрная ладья · a1 чёрный король · g1 белый слон | 2 |
| 1 | c6 белая пешка · d5 чёрная пешка · b4 белый король · d2 чёрная ладья · a1 чёрный король · g1 белый слон | c6 белая пешка · d5 чёрная пешка · b4 белый король · d2 чёрная ладья · a1 чёрный король · g1 белый слон | c6 белая пешка · d5 чёрная пешка · b4 белый король · d2 чёрная ладья · a1 чёрный король · g1 белый слон | c6 белая пешка · d5 чёрная пешка · b4 белый король · d2 чёрная ладья · a1 чёрный король · g1 белый слон | c6 белая пешка · d5 чёрная пешка · b4 белый король · d2 чёрная ладья · a1 чёрный король · g1 белый слон | c6 белая пешка · d5 чёрная пешка · b4 белый король · d2 чёрная ладья · a1 чёрный король · g1 белый слон | c6 белая пешка · d5 чёрная пешка · b4 белый король · d2 чёрная ладья · a1 чёрный король · g1 белый слон | c6 белая пешка · d5 чёрная пешка · b4 белый король · d2 чёрная ладья · a1 чёрный король · g1 белый слон | 1 |
|   | a | b | c | d | e | f | g | h |   |

Решение:

1. c7 d4. На 1… Лc2 последовало бы 2. Сc5, и пешка проходит. Бесперспективно и 1… Лb2+ 2. Крc3. Теперь же пешка перекрыла слона, и в случае 2. c8Ф чёрные дают вечный шах.

2. С:d4!! Л:d4+, далее «по Сааведре».

### Алексей Троицкий
Патриарх российской шахматной композиции Алексей Троицкий представил тему Сааведры в оригинальной модификации, с напряжённой борьбой и остроумными замыслами сторон.
|   | a | b | c | d | e | f | g | h |   |
| - | --- | --- | --- | --- | --- | --- | --- | --- | - |
| 8 | d7 чёрный слон · a6 чёрный король · d6 чёрная пешка · h6 белая пешка · b5 чёрная пешка · d5 белый король · h5 белая пешка · b4 белая пешка · g4 чёрная ладья · d2 белая ладья | d7 чёрный слон · a6 чёрный король · d6 чёрная пешка · h6 белая пешка · b5 чёрная пешка · d5 белый король · h5 белая пешка · b4 белая пешка · g4 чёрная ладья · d2 белая ладья | d7 чёрный слон · a6 чёрный король · d6 чёрная пешка · h6 белая пешка · b5 чёрная пешка · d5 белый король · h5 белая пешка · b4 белая пешка · g4 чёрная ладья · d2 белая ладья | d7 чёрный слон · a6 чёрный король · d6 чёрная пешка · h6 белая пешка · b5 чёрная пешка · d5 белый король · h5 белая пешка · b4 белая пешка · g4 чёрная ладья · d2 белая ладья | d7 чёрный слон · a6 чёрный король · d6 чёрная пешка · h6 белая пешка · b5 чёрная пешка · d5 белый король · h5 белая пешка · b4 белая пешка · g4 чёрная ладья · d2 белая ладья | d7 чёрный слон · a6 чёрный король · d6 чёрная пешка · h6 белая пешка · b5 чёрная пешка · d5 белый король · h5 белая пешка · b4 белая пешка · g4 чёрная ладья · d2 белая ладья | d7 чёрный слон · a6 чёрный король · d6 чёрная пешка · h6 белая пешка · b5 чёрная пешка · d5 белый король · h5 белая пешка · b4 белая пешка · g4 чёрная ладья · d2 белая ладья | d7 чёрный слон · a6 чёрный король · d6 чёрная пешка · h6 белая пешка · b5 чёрная пешка · d5 белый король · h5 белая пешка · b4 белая пешка · g4 чёрная ладья · d2 белая ладья | 8 |
| 7 | d7 чёрный слон · a6 чёрный король · d6 чёрная пешка · h6 белая пешка · b5 чёрная пешка · d5 белый король · h5 белая пешка · b4 белая пешка · g4 чёрная ладья · d2 белая ладья | d7 чёрный слон · a6 чёрный король · d6 чёрная пешка · h6 белая пешка · b5 чёрная пешка · d5 белый король · h5 белая пешка · b4 белая пешка · g4 чёрная ладья · d2 белая ладья | d7 чёрный слон · a6 чёрный король · d6 чёрная пешка · h6 белая пешка · b5 чёрная пешка · d5 белый король · h5 белая пешка · b4 белая пешка · g4 чёрная ладья · d2 белая ладья | d7 чёрный слон · a6 чёрный король · d6 чёрная пешка · h6 белая пешка · b5 чёрная пешка · d5 белый король · h5 белая пешка · b4 белая пешка · g4 чёрная ладья · d2 белая ладья | d7 чёрный слон · a6 чёрный король · d6 чёрная пешка · h6 белая пешка · b5 чёрная пешка · d5 белый король · h5 белая пешка · b4 белая пешка · g4 чёрная ладья · d2 белая ладья | d7 чёрный слон · a6 чёрный король · d6 чёрная пешка · h6 белая пешка · b5 чёрная пешка · d5 белый король · h5 белая пешка · b4 белая пешка · g4 чёрная ладья · d2 белая ладья | d7 чёрный слон · a6 чёрный король · d6 чёрная пешка · h6 белая пешка · b5 чёрная пешка · d5 белый король · h5 белая пешка · b4 белая пешка · g4 чёрная ладья · d2 белая ладья | d7 чёрный слон · a6 чёрный король · d6 чёрная пешка · h6 белая пешка · b5 чёрная пешка · d5 белый король · h5 белая пешка · b4 белая пешка · g4 чёрная ладья · d2 белая ладья | 7 |
| 6 | d7 чёрный слон · a6 чёрный король · d6 чёрная пешка · h6 белая пешка · b5 чёрная пешка · d5 белый король · h5 белая пешка · b4 белая пешка · g4 чёрная ладья · d2 белая ладья | d7 чёрный слон · a6 чёрный король · d6 чёрная пешка · h6 белая пешка · b5 чёрная пешка · d5 белый король · h5 белая пешка · b4 белая пешка · g4 чёрная ладья · d2 белая ладья | d7 чёрный слон · a6 чёрный король · d6 чёрная пешка · h6 белая пешка · b5 чёрная пешка · d5 белый король · h5 белая пешка · b4 белая пешка · g4 чёрная ладья · d2 белая ладья | d7 чёрный слон · a6 чёрный король · d6 чёрная пешка · h6 белая пешка · b5 чёрная пешка · d5 белый король · h5 белая пешка · b4 белая пешка · g4 чёрная ладья · d2 белая ладья | d7 чёрный слон · a6 чёрный король · d6 чёрная пешка · h6 белая пешка · b5 чёрная пешка · d5 белый король · h5 белая пешка · b4 белая пешка · g4 чёрная ладья · d2 белая ладья | d7 чёрный слон · a6 чёрный король · d6 чёрная пешка · h6 белая пешка · b5 чёрная пешка · d5 белый король · h5 белая пешка · b4 белая пешка · g4 чёрная ладья · d2 белая ладья | d7 чёрный слон · a6 чёрный король · d6 чёрная пешка · h6 белая пешка · b5 чёрная пешка · d5 белый король · h5 белая пешка · b4 белая пешка · g4 чёрная ладья · d2 белая ладья | d7 чёрный слон · a6 чёрный король · d6 чёрная пешка · h6 белая пешка · b5 чёрная пешка · d5 белый король · h5 белая пешка · b4 белая пешка · g4 чёрная ладья · d2 белая ладья | 6 |
| 5 | d7 чёрный слон · a6 чёрный король · d6 чёрная пешка · h6 белая пешка · b5 чёрная пешка · d5 белый король · h5 белая пешка · b4 белая пешка · g4 чёрная ладья · d2 белая ладья | d7 чёрный слон · a6 чёрный король · d6 чёрная пешка · h6 белая пешка · b5 чёрная пешка · d5 белый король · h5 белая пешка · b4 белая пешка · g4 чёрная ладья · d2 белая ладья | d7 чёрный слон · a6 чёрный король · d6 чёрная пешка · h6 белая пешка · b5 чёрная пешка · d5 белый король · h5 белая пешка · b4 белая пешка · g4 чёрная ладья · d2 белая ладья | d7 чёрный слон · a6 чёрный король · d6 чёрная пешка · h6 белая пешка · b5 чёрная пешка · d5 белый король · h5 белая пешка · b4 белая пешка · g4 чёрная ладья · d2 белая ладья | d7 чёрный слон · a6 чёрный король · d6 чёрная пешка · h6 белая пешка · b5 чёрная пешка · d5 белый король · h5 белая пешка · b4 белая пешка · g4 чёрная ладья · d2 белая ладья | d7 чёрный слон · a6 чёрный король · d6 чёрная пешка · h6 белая пешка · b5 чёрная пешка · d5 белый король · h5 белая пешка · b4 белая пешка · g4 чёрная ладья · d2 белая ладья | d7 чёрный слон · a6 чёрный король · d6 чёрная пешка · h6 белая пешка · b5 чёрная пешка · d5 белый король · h5 белая пешка · b4 белая пешка · g4 чёрная ладья · d2 белая ладья | d7 чёрный слон · a6 чёрный король · d6 чёрная пешка · h6 белая пешка · b5 чёрная пешка · d5 белый король · h5 белая пешка · b4 белая пешка · g4 чёрная ладья · d2 белая ладья | 5 |
| 4 | d7 чёрный слон · a6 чёрный король · d6 чёрная пешка · h6 белая пешка · b5 чёрная пешка · d5 белый король · h5 белая пешка · b4 белая пешка · g4 чёрная ладья · d2 белая ладья | d7 чёрный слон · a6 чёрный король · d6 чёрная пешка · h6 белая пешка · b5 чёрная пешка · d5 белый король · h5 белая пешка · b4 белая пешка · g4 чёрная ладья · d2 белая ладья | d7 чёрный слон · a6 чёрный король · d6 чёрная пешка · h6 белая пешка · b5 чёрная пешка · d5 белый король · h5 белая пешка · b4 белая пешка · g4 чёрная ладья · d2 белая ладья | d7 чёрный слон · a6 чёрный король · d6 чёрная пешка · h6 белая пешка · b5 чёрная пешка · d5 белый король · h5 белая пешка · b4 белая пешка · g4 чёрная ладья · d2 белая ладья | d7 чёрный слон · a6 чёрный король · d6 чёрная пешка · h6 белая пешка · b5 чёрная пешка · d5 белый король · h5 белая пешка · b4 белая пешка · g4 чёрная ладья · d2 белая ладья | d7 чёрный слон · a6 чёрный король · d6 чёрная пешка · h6 белая пешка · b5 чёрная пешка · d5 белый король · h5 белая пешка · b4 белая пешка · g4 чёрная ладья · d2 белая ладья | d7 чёрный слон · a6 чёрный король · d6 чёрная пешка · h6 белая пешка · b5 чёрная пешка · d5 белый король · h5 белая пешка · b4 белая пешка · g4 чёрная ладья · d2 белая ладья | d7 чёрный слон · a6 чёрный король · d6 чёрная пешка · h6 белая пешка · b5 чёрная пешка · d5 белый король · h5 белая пешка · b4 белая пешка · g4 чёрная ладья · d2 белая ладья | 4 |
| 3 | d7 чёрный слон · a6 чёрный король · d6 чёрная пешка · h6 белая пешка · b5 чёрная пешка · d5 белый король · h5 белая пешка · b4 белая пешка · g4 чёрная ладья · d2 белая ладья | d7 чёрный слон · a6 чёрный король · d6 чёрная пешка · h6 белая пешка · b5 чёрная пешка · d5 белый король · h5 белая пешка · b4 белая пешка · g4 чёрная ладья · d2 белая ладья | d7 чёрный слон · a6 чёрный король · d6 чёрная пешка · h6 белая пешка · b5 чёрная пешка · d5 белый король · h5 белая пешка · b4 белая пешка · g4 чёрная ладья · d2 белая ладья | d7 чёрный слон · a6 чёрный король · d6 чёрная пешка · h6 белая пешка · b5 чёрная пешка · d5 белый король · h5 белая пешка · b4 белая пешка · g4 чёрная ладья · d2 белая ладья | d7 чёрный слон · a6 чёрный король · d6 чёрная пешка · h6 белая пешка · b5 чёрная пешка · d5 белый король · h5 белая пешка · b4 белая пешка · g4 чёрная ладья · d2 белая ладья | d7 чёрный слон · a6 чёрный король · d6 чёрная пешка · h6 белая пешка · b5 чёрная пешка · d5 белый король · h5 белая пешка · b4 белая пешка · g4 чёрная ладья · d2 белая ладья | d7 чёрный слон · a6 чёрный король · d6 чёрная пешка · h6 белая пешка · b5 чёрная пешка · d5 белый король · h5 белая пешка · b4 белая пешка · g4 чёрная ладья · d2 белая ладья | d7 чёрный слон · a6 чёрный король · d6 чёрная пешка · h6 белая пешка · b5 чёрная пешка · d5 белый король · h5 белая пешка · b4 белая пешка · g4 чёрная ладья · d2 белая ладья | 3 |
| 2 | d7 чёрный слон · a6 чёрный король · d6 чёрная пешка · h6 белая пешка · b5 чёрная пешка · d5 белый король · h5 белая пешка · b4 белая пешка · g4 чёрная ладья · d2 белая ладья | d7 чёрный слон · a6 чёрный король · d6 чёрная пешка · h6 белая пешка · b5 чёрная пешка · d5 белый король · h5 белая пешка · b4 белая пешка · g4 чёрная ладья · d2 белая ладья | d7 чёрный слон · a6 чёрный король · d6 чёрная пешка · h6 белая пешка · b5 чёрная пешка · d5 белый король · h5 белая пешка · b4 белая пешка · g4 чёрная ладья · d2 белая ладья | d7 чёрный слон · a6 чёрный король · d6 чёрная пешка · h6 белая пешка · b5 чёрная пешка · d5 белый король · h5 белая пешка · b4 белая пешка · g4 чёрная ладья · d2 белая ладья | d7 чёрный слон · a6 чёрный король · d6 чёрная пешка · h6 белая пешка · b5 чёрная пешка · d5 белый король · h5 белая пешка · b4 белая пешка · g4 чёрная ладья · d2 белая ладья | d7 чёрный слон · a6 чёрный король · d6 чёрная пешка · h6 белая пешка · b5 чёрная пешка · d5 белый король · h5 белая пешка · b4 белая пешка · g4 чёрная ладья · d2 белая ладья | d7 чёрный слон · a6 чёрный король · d6 чёрная пешка · h6 белая пешка · b5 чёрная пешка · d5 белый король · h5 белая пешка · b4 белая пешка · g4 чёрная ладья · d2 белая ладья | d7 чёрный слон · a6 чёрный король · d6 чёрная пешка · h6 белая пешка · b5 чёрная пешка · d5 белый король · h5 белая пешка · b4 белая пешка · g4 чёрная ладья · d2 белая ладья | 2 |
| 1 | d7 чёрный слон · a6 чёрный король · d6 чёрная пешка · h6 белая пешка · b5 чёрная пешка · d5 белый король · h5 белая пешка · b4 белая пешка · g4 чёрная ладья · d2 белая ладья | d7 чёрный слон · a6 чёрный король · d6 чёрная пешка · h6 белая пешка · b5 чёрная пешка · d5 белый король · h5 белая пешка · b4 белая пешка · g4 чёрная ладья · d2 белая ладья | d7 чёрный слон · a6 чёрный король · d6 чёрная пешка · h6 белая пешка · b5 чёрная пешка · d5 белый король · h5 белая пешка · b4 белая пешка · g4 чёрная ладья · d2 белая ладья | d7 чёрный слон · a6 чёрный король · d6 чёрная пешка · h6 белая пешка · b5 чёрная пешка · d5 белый король · h5 белая пешка · b4 белая пешка · g4 чёрная ладья · d2 белая ладья | d7 чёрный слон · a6 чёрный король · d6 чёрная пешка · h6 белая пешка · b5 чёрная пешка · d5 белый король · h5 белая пешка · b4 белая пешка · g4 чёрная ладья · d2 белая ладья | d7 чёрный слон · a6 чёрный король · d6 чёрная пешка · h6 белая пешка · b5 чёрная пешка · d5 белый король · h5 белая пешка · b4 белая пешка · g4 чёрная ладья · d2 белая ладья | d7 чёрный слон · a6 чёрный король · d6 чёрная пешка · h6 белая пешка · b5 чёрная пешка · d5 белый король · h5 белая пешка · b4 белая пешка · g4 чёрная ладья · d2 белая ладья | d7 чёрный слон · a6 чёрный король · d6 чёрная пешка · h6 белая пешка · b5 чёрная пешка · d5 белый король · h5 белая пешка · b4 белая пешка · g4 чёрная ладья · d2 белая ладья | 1 |
|   | a | b | c | d | e | f | g | h |   |

Решение:

1. h7. Если 1. Кр: d6?, то 1… Сf5 2. Крe5 Cb1 3. Лd6+ Крb7 4. Лd7+ Крc6 5. h7 Лg5+ с ничьей

1… Лg5+

2. Кр: d6 Л:h5

3. Крc7! (угрожая матом) Сe6

4. Крb8! (угрожая новым матом) Сd5

5. Л:d5!! Л:d5

6. h8Л!! Вариация Сааведры. После 6. h8Ф? Лd8+! 7. Ф:d8 пат, теперь же грозит 7. Лh6+ с матом.

6… Лd6

7. Крc7!

### Марк Либуркин
Среди лучших этюдов, развивающих тему Сааведры — этюд Марка Либуркина; в нём даже два превращения пешки в слабые фигуры.
|   | a | b | c | d | e | f | g | h |   |
| - | --- | --- | --- | --- | --- | --- | --- | --- | - |
| 8 | c6 белая пешка · b5 белая пешка · c5 чёрная ладья · a2 белый конь · a1 чёрный король · d1 белый король | c6 белая пешка · b5 белая пешка · c5 чёрная ладья · a2 белый конь · a1 чёрный король · d1 белый король | c6 белая пешка · b5 белая пешка · c5 чёрная ладья · a2 белый конь · a1 чёрный король · d1 белый король | c6 белая пешка · b5 белая пешка · c5 чёрная ладья · a2 белый конь · a1 чёрный король · d1 белый король | c6 белая пешка · b5 белая пешка · c5 чёрная ладья · a2 белый конь · a1 чёрный король · d1 белый король | c6 белая пешка · b5 белая пешка · c5 чёрная ладья · a2 белый конь · a1 чёрный король · d1 белый король | c6 белая пешка · b5 белая пешка · c5 чёрная ладья · a2 белый конь · a1 чёрный король · d1 белый король | c6 белая пешка · b5 белая пешка · c5 чёрная ладья · a2 белый конь · a1 чёрный король · d1 белый король | 8 |
| 7 | c6 белая пешка · b5 белая пешка · c5 чёрная ладья · a2 белый конь · a1 чёрный король · d1 белый король | c6 белая пешка · b5 белая пешка · c5 чёрная ладья · a2 белый конь · a1 чёрный король · d1 белый король | c6 белая пешка · b5 белая пешка · c5 чёрная ладья · a2 белый конь · a1 чёрный король · d1 белый король | c6 белая пешка · b5 белая пешка · c5 чёрная ладья · a2 белый конь · a1 чёрный король · d1 белый король | c6 белая пешка · b5 белая пешка · c5 чёрная ладья · a2 белый конь · a1 чёрный король · d1 белый король | c6 белая пешка · b5 белая пешка · c5 чёрная ладья · a2 белый конь · a1 чёрный король · d1 белый король | c6 белая пешка · b5 белая пешка · c5 чёрная ладья · a2 белый конь · a1 чёрный король · d1 белый король | c6 белая пешка · b5 белая пешка · c5 чёрная ладья · a2 белый конь · a1 чёрный король · d1 белый король | 7 |
| 6 | c6 белая пешка · b5 белая пешка · c5 чёрная ладья · a2 белый конь · a1 чёрный король · d1 белый король | c6 белая пешка · b5 белая пешка · c5 чёрная ладья · a2 белый конь · a1 чёрный король · d1 белый король | c6 белая пешка · b5 белая пешка · c5 чёрная ладья · a2 белый конь · a1 чёрный король · d1 белый король | c6 белая пешка · b5 белая пешка · c5 чёрная ладья · a2 белый конь · a1 чёрный король · d1 белый король | c6 белая пешка · b5 белая пешка · c5 чёрная ладья · a2 белый конь · a1 чёрный король · d1 белый король | c6 белая пешка · b5 белая пешка · c5 чёрная ладья · a2 белый конь · a1 чёрный король · d1 белый король | c6 белая пешка · b5 белая пешка · c5 чёрная ладья · a2 белый конь · a1 чёрный король · d1 белый король | c6 белая пешка · b5 белая пешка · c5 чёрная ладья · a2 белый конь · a1 чёрный король · d1 белый король | 6 |
| 5 | c6 белая пешка · b5 белая пешка · c5 чёрная ладья · a2 белый конь · a1 чёрный король · d1 белый король | c6 белая пешка · b5 белая пешка · c5 чёрная ладья · a2 белый конь · a1 чёрный король · d1 белый король | c6 белая пешка · b5 белая пешка · c5 чёрная ладья · a2 белый конь · a1 чёрный король · d1 белый король | c6 белая пешка · b5 белая пешка · c5 чёрная ладья · a2 белый конь · a1 чёрный король · d1 белый король | c6 белая пешка · b5 белая пешка · c5 чёрная ладья · a2 белый конь · a1 чёрный король · d1 белый король | c6 белая пешка · b5 белая пешка · c5 чёрная ладья · a2 белый конь · a1 чёрный король · d1 белый король | c6 белая пешка · b5 белая пешка · c5 чёрная ладья · a2 белый конь · a1 чёрный король · d1 белый король | c6 белая пешка · b5 белая пешка · c5 чёрная ладья · a2 белый конь · a1 чёрный король · d1 белый король | 5 |
| 4 | c6 белая пешка · b5 белая пешка · c5 чёрная ладья · a2 белый конь · a1 чёрный король · d1 белый король | c6 белая пешка · b5 белая пешка · c5 чёрная ладья · a2 белый конь · a1 чёрный король · d1 белый король | c6 белая пешка · b5 белая пешка · c5 чёрная ладья · a2 белый конь · a1 чёрный король · d1 белый король | c6 белая пешка · b5 белая пешка · c5 чёрная ладья · a2 белый конь · a1 чёрный король · d1 белый король | c6 белая пешка · b5 белая пешка · c5 чёрная ладья · a2 белый конь · a1 чёрный король · d1 белый король | c6 белая пешка · b5 белая пешка · c5 чёрная ладья · a2 белый конь · a1 чёрный король · d1 белый король | c6 белая пешка · b5 белая пешка · c5 чёрная ладья · a2 белый конь · a1 чёрный король · d1 белый король | c6 белая пешка · b5 белая пешка · c5 чёрная ладья · a2 белый конь · a1 чёрный король · d1 белый король | 4 |
| 3 | c6 белая пешка · b5 белая пешка · c5 чёрная ладья · a2 белый конь · a1 чёрный король · d1 белый король | c6 белая пешка · b5 белая пешка · c5 чёрная ладья · a2 белый конь · a1 чёрный король · d1 белый король | c6 белая пешка · b5 белая пешка · c5 чёрная ладья · a2 белый конь · a1 чёрный король · d1 белый король | c6 белая пешка · b5 белая пешка · c5 чёрная ладья · a2 белый конь · a1 чёрный король · d1 белый король | c6 белая пешка · b5 белая пешка · c5 чёрная ладья · a2 белый конь · a1 чёрный король · d1 белый король | c6 белая пешка · b5 белая пешка · c5 чёрная ладья · a2 белый конь · a1 чёрный король · d1 белый король | c6 белая пешка · b5 белая пешка · c5 чёрная ладья · a2 белый конь · a1 чёрный король · d1 белый король | c6 белая пешка · b5 белая пешка · c5 чёрная ладья · a2 белый конь · a1 чёрный король · d1 белый король | 3 |
| 2 | c6 белая пешка · b5 белая пешка · c5 чёрная ладья · a2 белый конь · a1 чёрный король · d1 белый король | c6 белая пешка · b5 белая пешка · c5 чёрная ладья · a2 белый конь · a1 чёрный король · d1 белый король | c6 белая пешка · b5 белая пешка · c5 чёрная ладья · a2 белый конь · a1 чёрный король · d1 белый король | c6 белая пешка · b5 белая пешка · c5 чёрная ладья · a2 белый конь · a1 чёрный король · d1 белый король | c6 белая пешка · b5 белая пешка · c5 чёрная ладья · a2 белый конь · a1 чёрный король · d1 белый король | c6 белая пешка · b5 белая пешка · c5 чёрная ладья · a2 белый конь · a1 чёрный король · d1 белый король | c6 белая пешка · b5 белая пешка · c5 чёрная ладья · a2 белый конь · a1 чёрный король · d1 белый король | c6 белая пешка · b5 белая пешка · c5 чёрная ладья · a2 белый конь · a1 чёрный король · d1 белый король | 2 |
| 1 | c6 белая пешка · b5 белая пешка · c5 чёрная ладья · a2 белый конь · a1 чёрный король · d1 белый король | c6 белая пешка · b5 белая пешка · c5 чёрная ладья · a2 белый конь · a1 чёрный король · d1 белый король | c6 белая пешка · b5 белая пешка · c5 чёрная ладья · a2 белый конь · a1 чёрный король · d1 белый король | c6 белая пешка · b5 белая пешка · c5 чёрная ладья · a2 белый конь · a1 чёрный король · d1 белый король | c6 белая пешка · b5 белая пешка · c5 чёрная ладья · a2 белый конь · a1 чёрный король · d1 белый король | c6 белая пешка · b5 белая пешка · c5 чёрная ладья · a2 белый конь · a1 чёрный король · d1 белый король | c6 белая пешка · b5 белая пешка · c5 чёрная ладья · a2 белый конь · a1 чёрный король · d1 белый король | c6 белая пешка · b5 белая пешка · c5 чёрная ладья · a2 белый конь · a1 чёрный король · d1 белый король | 1 |
|   | a | b | c | d | e | f | g | h |   |

Решение:

1. Кc1. Здесь игра разветвляется на два варианта, первый из которых аналогичен этюду Сааведры.
(A) 1…Л:b5 (1… Крb2 нельзя из-за вилки 2. Кd3+)

 2. c7 Лd5+ 3. Кd3! Л:d3+ 4. Крc2 Лd4 5. c8Л!! Лa4 6. Крb3!
(B) 1… Лd5+

 2. Крс2 (2. Кd3? Л:d3+ 3. Крc2 Лd5! 4. Крc3 Л:b5, или 2. Крe2? Л:b5 3.c7 Лe5+ с ничьей) Лc5 +

 3. Крd3! На ошибочное 3. Крd2? последует 3… Л:b5 4.c7 Лb2+! 5. Крd1 Лc2! 6. Кр: c2 пат.

 3… Л:b5 (3…Л:c1 4. Крd4, затем 5. Крd5 и 6. b6)

 4. c7 Лb8! Теперь нельзя 5. Кb3+ Л:b3+ 6. Крc2 Лb2+! 7. Крс1 (7. Крс3?? Крb1!) Лb1+ с вечным шахом.

 5. cbС!! и белые выигрывают.

### Виталий Гальберштадт
Этюд В. О. Гальберштадта содержит тонкие позиционные маневры белого короля. Отметим, что эта вариация этюда Сааведры не содержит дуали Крb3(c3).
|   | a                                                                                      | b                                                                                      | c                                                                                      | d                                                                                      | e                                                                                      | f                                                                                      | g                                                                                      | h                                                                                      |   |
| - | -------------------------------------------------------------------------------------- | -------------------------------------------------------------------------------------- | -------------------------------------------------------------------------------------- | -------------------------------------------------------------------------------------- | -------------------------------------------------------------------------------------- | -------------------------------------------------------------------------------------- | -------------------------------------------------------------------------------------- | -------------------------------------------------------------------------------------- | - |
| 8 | e6 белый король · c5 белая пешка · f3 чёрная ладья · d2 белая пешка · a1 чёрный король | e6 белый король · c5 белая пешка · f3 чёрная ладья · d2 белая пешка · a1 чёрный король | e6 белый король · c5 белая пешка · f3 чёрная ладья · d2 белая пешка · a1 чёрный король | e6 белый король · c5 белая пешка · f3 чёрная ладья · d2 белая пешка · a1 чёрный король | e6 белый король · c5 белая пешка · f3 чёрная ладья · d2 белая пешка · a1 чёрный король | e6 белый король · c5 белая пешка · f3 чёрная ладья · d2 белая пешка · a1 чёрный король | e6 белый король · c5 белая пешка · f3 чёрная ладья · d2 белая пешка · a1 чёрный король | e6 белый король · c5 белая пешка · f3 чёрная ладья · d2 белая пешка · a1 чёрный король | 8 |
| 7 | e6 белый король · c5 белая пешка · f3 чёрная ладья · d2 белая пешка · a1 чёрный король | e6 белый король · c5 белая пешка · f3 чёрная ладья · d2 белая пешка · a1 чёрный король | e6 белый король · c5 белая пешка · f3 чёрная ладья · d2 белая пешка · a1 чёрный король | e6 белый король · c5 белая пешка · f3 чёрная ладья · d2 белая пешка · a1 чёрный король | e6 белый король · c5 белая пешка · f3 чёрная ладья · d2 белая пешка · a1 чёрный король | e6 белый король · c5 белая пешка · f3 чёрная ладья · d2 белая пешка · a1 чёрный король | e6 белый король · c5 белая пешка · f3 чёрная ладья · d2 белая пешка · a1 чёрный король | e6 белый король · c5 белая пешка · f3 чёрная ладья · d2 белая пешка · a1 чёрный король | 7 |
| 6 | e6 белый король · c5 белая пешка · f3 чёрная ладья · d2 белая пешка · a1 чёрный король | e6 белый король · c5 белая пешка · f3 чёрная ладья · d2 белая пешка · a1 чёрный король | e6 белый король · c5 белая пешка · f3 чёрная ладья · d2 белая пешка · a1 чёрный король | e6 белый король · c5 белая пешка · f3 чёрная ладья · d2 белая пешка · a1 чёрный король | e6 белый король · c5 белая пешка · f3 чёрная ладья · d2 белая пешка · a1 чёрный король | e6 белый король · c5 белая пешка · f3 чёрная ладья · d2 белая пешка · a1 чёрный король | e6 белый король · c5 белая пешка · f3 чёрная ладья · d2 белая пешка · a1 чёрный король | e6 белый король · c5 белая пешка · f3 чёрная ладья · d2 белая пешка · a1 чёрный король | 6 |
| 5 | e6 белый король · c5 белая пешка · f3 чёрная ладья · d2 белая пешка · a1 чёрный король | e6 белый король · c5 белая пешка · f3 чёрная ладья · d2 белая пешка · a1 чёрный король | e6 белый король · c5 белая пешка · f3 чёрная ладья · d2 белая пешка · a1 чёрный король | e6 белый король · c5 белая пешка · f3 чёрная ладья · d2 белая пешка · a1 чёрный король | e6 белый король · c5 белая пешка · f3 чёрная ладья · d2 белая пешка · a1 чёрный король | e6 белый король · c5 белая пешка · f3 чёрная ладья · d2 белая пешка · a1 чёрный король | e6 белый король · c5 белая пешка · f3 чёрная ладья · d2 белая пешка · a1 чёрный король | e6 белый король · c5 белая пешка · f3 чёрная ладья · d2 белая пешка · a1 чёрный король | 5 |
| 4 | e6 белый король · c5 белая пешка · f3 чёрная ладья · d2 белая пешка · a1 чёрный король | e6 белый король · c5 белая пешка · f3 чёрная ладья · d2 белая пешка · a1 чёрный король | e6 белый король · c5 белая пешка · f3 чёрная ладья · d2 белая пешка · a1 чёрный король | e6 белый король · c5 белая пешка · f3 чёрная ладья · d2 белая пешка · a1 чёрный король | e6 белый король · c5 белая пешка · f3 чёрная ладья · d2 белая пешка · a1 чёрный король | e6 белый король · c5 белая пешка · f3 чёрная ладья · d2 белая пешка · a1 чёрный король | e6 белый король · c5 белая пешка · f3 чёрная ладья · d2 белая пешка · a1 чёрный король | e6 белый король · c5 белая пешка · f3 чёрная ладья · d2 белая пешка · a1 чёрный король | 4 |
| 3 | e6 белый король · c5 белая пешка · f3 чёрная ладья · d2 белая пешка · a1 чёрный король | e6 белый король · c5 белая пешка · f3 чёрная ладья · d2 белая пешка · a1 чёрный король | e6 белый король · c5 белая пешка · f3 чёрная ладья · d2 белая пешка · a1 чёрный король | e6 белый король · c5 белая пешка · f3 чёрная ладья · d2 белая пешка · a1 чёрный король | e6 белый король · c5 белая пешка · f3 чёрная ладья · d2 белая пешка · a1 чёрный король | e6 белый король · c5 белая пешка · f3 чёрная ладья · d2 белая пешка · a1 чёрный король | e6 белый король · c5 белая пешка · f3 чёрная ладья · d2 белая пешка · a1 чёрный король | e6 белый король · c5 белая пешка · f3 чёрная ладья · d2 белая пешка · a1 чёрный король | 3 |
| 2 | e6 белый король · c5 белая пешка · f3 чёрная ладья · d2 белая пешка · a1 чёрный король | e6 белый король · c5 белая пешка · f3 чёрная ладья · d2 белая пешка · a1 чёрный король | e6 белый король · c5 белая пешка · f3 чёрная ладья · d2 белая пешка · a1 чёрный король | e6 белый король · c5 белая пешка · f3 чёрная ладья · d2 белая пешка · a1 чёрный король | e6 белый король · c5 белая пешка · f3 чёрная ладья · d2 белая пешка · a1 чёрный король | e6 белый король · c5 белая пешка · f3 чёрная ладья · d2 белая пешка · a1 чёрный король | e6 белый король · c5 белая пешка · f3 чёрная ладья · d2 белая пешка · a1 чёрный король | e6 белый король · c5 белая пешка · f3 чёрная ладья · d2 белая пешка · a1 чёрный король | 2 |
| 1 | e6 белый король · c5 белая пешка · f3 чёрная ладья · d2 белая пешка · a1 чёрный король | e6 белый король · c5 белая пешка · f3 чёрная ладья · d2 белая пешка · a1 чёрный король | e6 белый король · c5 белая пешка · f3 чёрная ладья · d2 белая пешка · a1 чёрный король | e6 белый король · c5 белая пешка · f3 чёрная ладья · d2 белая пешка · a1 чёрный король | e6 белый король · c5 белая пешка · f3 чёрная ладья · d2 белая пешка · a1 чёрный король | e6 белый король · c5 белая пешка · f3 чёрная ладья · d2 белая пешка · a1 чёрный король | e6 белый король · c5 белая пешка · f3 чёрная ладья · d2 белая пешка · a1 чёрный король | e6 белый король · c5 белая пешка · f3 чёрная ладья · d2 белая пешка · a1 чёрный король | 1 |
|   | a                                                                                      | b                                                                                      | c                                                                                      | d                                                                                      | e                                                                                      | f                                                                                      | g                                                                                      | h                                                                                      |   |

Решение:

1. c6 Вариант 1. d4? Лc3 2. Крd6 Крb2 3. c6 Крb3 4. d5 Крc4 5. c7 Крd4 ведёт лишь к ничьей.

1… Лf2

2. c7 Нельзя 2. d4? Лc2 3. d5 Крb2 4. Крd7 Крc3 5. c7 Крd4 6. d6 Крd5 =.

2… Лe2+

3. Крf7! Нельзя пускать ладью на e8.

3… Лf2+

4. Крg7 По-прежнему нужна точность: 4. Крg6? Лf8 5. d5 Лc8 =.

4… Лg2+

5. Крf6 Лf2+ Если 5… Лg8, то 6. Крe7 Крb2 7. d4 Крc3 8. d5 с выигрышем.

6. Крe5 Лe2+

7. Крd4 Л:d2+

8. Крc3 Лd1

9. Крc2, далее «по Сааведре».

### Тигран Горгиев
Этюд Т. Б. Горгиева впечатляет характерной для этого этюдиста яркой фигурной борьбой.
|   | a | b | c | d | e | f | g | h |   |
| - | --- | --- | --- | --- | --- | --- | --- | --- | - |
| 8 | a8 белый слон · d7 белый король · c6 белая пешка · d4 белый конь · e3 чёрная пешка · b2 чёрная ладья · a1 чёрный король | a8 белый слон · d7 белый король · c6 белая пешка · d4 белый конь · e3 чёрная пешка · b2 чёрная ладья · a1 чёрный король | a8 белый слон · d7 белый король · c6 белая пешка · d4 белый конь · e3 чёрная пешка · b2 чёрная ладья · a1 чёрный король | a8 белый слон · d7 белый король · c6 белая пешка · d4 белый конь · e3 чёрная пешка · b2 чёрная ладья · a1 чёрный король | a8 белый слон · d7 белый король · c6 белая пешка · d4 белый конь · e3 чёрная пешка · b2 чёрная ладья · a1 чёрный король | a8 белый слон · d7 белый король · c6 белая пешка · d4 белый конь · e3 чёрная пешка · b2 чёрная ладья · a1 чёрный король | a8 белый слон · d7 белый король · c6 белая пешка · d4 белый конь · e3 чёрная пешка · b2 чёрная ладья · a1 чёрный король | a8 белый слон · d7 белый король · c6 белая пешка · d4 белый конь · e3 чёрная пешка · b2 чёрная ладья · a1 чёрный король | 8 |
| 7 | a8 белый слон · d7 белый король · c6 белая пешка · d4 белый конь · e3 чёрная пешка · b2 чёрная ладья · a1 чёрный король | a8 белый слон · d7 белый король · c6 белая пешка · d4 белый конь · e3 чёрная пешка · b2 чёрная ладья · a1 чёрный король | a8 белый слон · d7 белый король · c6 белая пешка · d4 белый конь · e3 чёрная пешка · b2 чёрная ладья · a1 чёрный король | a8 белый слон · d7 белый король · c6 белая пешка · d4 белый конь · e3 чёрная пешка · b2 чёрная ладья · a1 чёрный король | a8 белый слон · d7 белый король · c6 белая пешка · d4 белый конь · e3 чёрная пешка · b2 чёрная ладья · a1 чёрный король | a8 белый слон · d7 белый король · c6 белая пешка · d4 белый конь · e3 чёрная пешка · b2 чёрная ладья · a1 чёрный король | a8 белый слон · d7 белый король · c6 белая пешка · d4 белый конь · e3 чёрная пешка · b2 чёрная ладья · a1 чёрный король | a8 белый слон · d7 белый король · c6 белая пешка · d4 белый конь · e3 чёрная пешка · b2 чёрная ладья · a1 чёрный король | 7 |
| 6 | a8 белый слон · d7 белый король · c6 белая пешка · d4 белый конь · e3 чёрная пешка · b2 чёрная ладья · a1 чёрный король | a8 белый слон · d7 белый король · c6 белая пешка · d4 белый конь · e3 чёрная пешка · b2 чёрная ладья · a1 чёрный король | a8 белый слон · d7 белый король · c6 белая пешка · d4 белый конь · e3 чёрная пешка · b2 чёрная ладья · a1 чёрный король | a8 белый слон · d7 белый король · c6 белая пешка · d4 белый конь · e3 чёрная пешка · b2 чёрная ладья · a1 чёрный король | a8 белый слон · d7 белый король · c6 белая пешка · d4 белый конь · e3 чёрная пешка · b2 чёрная ладья · a1 чёрный король | a8 белый слон · d7 белый король · c6 белая пешка · d4 белый конь · e3 чёрная пешка · b2 чёрная ладья · a1 чёрный король | a8 белый слон · d7 белый король · c6 белая пешка · d4 белый конь · e3 чёрная пешка · b2 чёрная ладья · a1 чёрный король | a8 белый слон · d7 белый король · c6 белая пешка · d4 белый конь · e3 чёрная пешка · b2 чёрная ладья · a1 чёрный король | 6 |
| 5 | a8 белый слон · d7 белый король · c6 белая пешка · d4 белый конь · e3 чёрная пешка · b2 чёрная ладья · a1 чёрный король | a8 белый слон · d7 белый король · c6 белая пешка · d4 белый конь · e3 чёрная пешка · b2 чёрная ладья · a1 чёрный король | a8 белый слон · d7 белый король · c6 белая пешка · d4 белый конь · e3 чёрная пешка · b2 чёрная ладья · a1 чёрный король | a8 белый слон · d7 белый король · c6 белая пешка · d4 белый конь · e3 чёрная пешка · b2 чёрная ладья · a1 чёрный король | a8 белый слон · d7 белый король · c6 белая пешка · d4 белый конь · e3 чёрная пешка · b2 чёрная ладья · a1 чёрный король | a8 белый слон · d7 белый король · c6 белая пешка · d4 белый конь · e3 чёрная пешка · b2 чёрная ладья · a1 чёрный король | a8 белый слон · d7 белый король · c6 белая пешка · d4 белый конь · e3 чёрная пешка · b2 чёрная ладья · a1 чёрный король | a8 белый слон · d7 белый король · c6 белая пешка · d4 белый конь · e3 чёрная пешка · b2 чёрная ладья · a1 чёрный король | 5 |
| 4 | a8 белый слон · d7 белый король · c6 белая пешка · d4 белый конь · e3 чёрная пешка · b2 чёрная ладья · a1 чёрный король | a8 белый слон · d7 белый король · c6 белая пешка · d4 белый конь · e3 чёрная пешка · b2 чёрная ладья · a1 чёрный король | a8 белый слон · d7 белый король · c6 белая пешка · d4 белый конь · e3 чёрная пешка · b2 чёрная ладья · a1 чёрный король | a8 белый слон · d7 белый король · c6 белая пешка · d4 белый конь · e3 чёрная пешка · b2 чёрная ладья · a1 чёрный король | a8 белый слон · d7 белый король · c6 белая пешка · d4 белый конь · e3 чёрная пешка · b2 чёрная ладья · a1 чёрный король | a8 белый слон · d7 белый король · c6 белая пешка · d4 белый конь · e3 чёрная пешка · b2 чёрная ладья · a1 чёрный король | a8 белый слон · d7 белый король · c6 белая пешка · d4 белый конь · e3 чёрная пешка · b2 чёрная ладья · a1 чёрный король | a8 белый слон · d7 белый король · c6 белая пешка · d4 белый конь · e3 чёрная пешка · b2 чёрная ладья · a1 чёрный король | 4 |
| 3 | a8 белый слон · d7 белый король · c6 белая пешка · d4 белый конь · e3 чёрная пешка · b2 чёрная ладья · a1 чёрный король | a8 белый слон · d7 белый король · c6 белая пешка · d4 белый конь · e3 чёрная пешка · b2 чёрная ладья · a1 чёрный король | a8 белый слон · d7 белый король · c6 белая пешка · d4 белый конь · e3 чёрная пешка · b2 чёрная ладья · a1 чёрный король | a8 белый слон · d7 белый король · c6 белая пешка · d4 белый конь · e3 чёрная пешка · b2 чёрная ладья · a1 чёрный король | a8 белый слон · d7 белый король · c6 белая пешка · d4 белый конь · e3 чёрная пешка · b2 чёрная ладья · a1 чёрный король | a8 белый слон · d7 белый король · c6 белая пешка · d4 белый конь · e3 чёрная пешка · b2 чёрная ладья · a1 чёрный король | a8 белый слон · d7 белый король · c6 белая пешка · d4 белый конь · e3 чёрная пешка · b2 чёрная ладья · a1 чёрный король | a8 белый слон · d7 белый король · c6 белая пешка · d4 белый конь · e3 чёрная пешка · b2 чёрная ладья · a1 чёрный король | 3 |
| 2 | a8 белый слон · d7 белый король · c6 белая пешка · d4 белый конь · e3 чёрная пешка · b2 чёрная ладья · a1 чёрный король | a8 белый слон · d7 белый король · c6 белая пешка · d4 белый конь · e3 чёрная пешка · b2 чёрная ладья · a1 чёрный король | a8 белый слон · d7 белый король · c6 белая пешка · d4 белый конь · e3 чёрная пешка · b2 чёрная ладья · a1 чёрный король | a8 белый слон · d7 белый король · c6 белая пешка · d4 белый конь · e3 чёрная пешка · b2 чёрная ладья · a1 чёрный король | a8 белый слон · d7 белый король · c6 белая пешка · d4 белый конь · e3 чёрная пешка · b2 чёрная ладья · a1 чёрный король | a8 белый слон · d7 белый король · c6 белая пешка · d4 белый конь · e3 чёрная пешка · b2 чёрная ладья · a1 чёрный король | a8 белый слон · d7 белый король · c6 белая пешка · d4 белый конь · e3 чёрная пешка · b2 чёрная ладья · a1 чёрный король | a8 белый слон · d7 белый король · c6 белая пешка · d4 белый конь · e3 чёрная пешка · b2 чёрная ладья · a1 чёрный король | 2 |
| 1 | a8 белый слон · d7 белый король · c6 белая пешка · d4 белый конь · e3 чёрная пешка · b2 чёрная ладья · a1 чёрный король | a8 белый слон · d7 белый король · c6 белая пешка · d4 белый конь · e3 чёрная пешка · b2 чёрная ладья · a1 чёрный король | a8 белый слон · d7 белый король · c6 белая пешка · d4 белый конь · e3 чёрная пешка · b2 чёрная ладья · a1 чёрный король | a8 белый слон · d7 белый король · c6 белая пешка · d4 белый конь · e3 чёрная пешка · b2 чёрная ладья · a1 чёрный король | a8 белый слон · d7 белый король · c6 белая пешка · d4 белый конь · e3 чёрная пешка · b2 чёрная ладья · a1 чёрный король | a8 белый слон · d7 белый король · c6 белая пешка · d4 белый конь · e3 чёрная пешка · b2 чёрная ладья · a1 чёрный король | a8 белый слон · d7 белый король · c6 белая пешка · d4 белый конь · e3 чёрная пешка · b2 чёрная ладья · a1 чёрный король | a8 белый слон · d7 белый король · c6 белая пешка · d4 белый конь · e3 чёрная пешка · b2 чёрная ладья · a1 чёрный король | 1 |
|   | a | b | c | d | e | f | g | h |   |

Решение:

1. c7 e2

2. К:e2 Лd2+

3. Сd5! Л:d5+

4. Крc6 Лd2

5. Кd4! Л:d4

6. Крb5 Лd5+, далее «по Сааведре».

### Давид Гургенидзе
Д. А. Гургенидзе дал оригинальную реализацию темы с минимальным добавлением материала — в ней, в отличие от этюда Сааведры, в разных вариантах встречаются четыре пата, а превращение пешки в ладью происходит не до, а после жертвы чёрной ладьи.
|   | a                                                                                     | b                                                                                     | c                                                                                     | d                                                                                     | e                                                                                     | f                                                                                     | g                                                                                     | h                                                                                     |   |
| - | ------------------------------------------------------------------------------------- | ------------------------------------------------------------------------------------- | ------------------------------------------------------------------------------------- | ------------------------------------------------------------------------------------- | ------------------------------------------------------------------------------------- | ------------------------------------------------------------------------------------- | ------------------------------------------------------------------------------------- | ------------------------------------------------------------------------------------- | - |
| 8 | c7 белая пешка · c5 белый король · a4 чёрный король · d3 чёрная ладья · g1 белый конь | c7 белая пешка · c5 белый король · a4 чёрный король · d3 чёрная ладья · g1 белый конь | c7 белая пешка · c5 белый король · a4 чёрный король · d3 чёрная ладья · g1 белый конь | c7 белая пешка · c5 белый король · a4 чёрный король · d3 чёрная ладья · g1 белый конь | c7 белая пешка · c5 белый король · a4 чёрный король · d3 чёрная ладья · g1 белый конь | c7 белая пешка · c5 белый король · a4 чёрный король · d3 чёрная ладья · g1 белый конь | c7 белая пешка · c5 белый король · a4 чёрный король · d3 чёрная ладья · g1 белый конь | c7 белая пешка · c5 белый король · a4 чёрный король · d3 чёрная ладья · g1 белый конь | 8 |
| 7 | c7 белая пешка · c5 белый король · a4 чёрный король · d3 чёрная ладья · g1 белый конь | c7 белая пешка · c5 белый король · a4 чёрный король · d3 чёрная ладья · g1 белый конь | c7 белая пешка · c5 белый король · a4 чёрный король · d3 чёрная ладья · g1 белый конь | c7 белая пешка · c5 белый король · a4 чёрный король · d3 чёрная ладья · g1 белый конь | c7 белая пешка · c5 белый король · a4 чёрный король · d3 чёрная ладья · g1 белый конь | c7 белая пешка · c5 белый король · a4 чёрный король · d3 чёрная ладья · g1 белый конь | c7 белая пешка · c5 белый король · a4 чёрный король · d3 чёрная ладья · g1 белый конь | c7 белая пешка · c5 белый король · a4 чёрный король · d3 чёрная ладья · g1 белый конь | 7 |
| 6 | c7 белая пешка · c5 белый король · a4 чёрный король · d3 чёрная ладья · g1 белый конь | c7 белая пешка · c5 белый король · a4 чёрный король · d3 чёрная ладья · g1 белый конь | c7 белая пешка · c5 белый король · a4 чёрный король · d3 чёрная ладья · g1 белый конь | c7 белая пешка · c5 белый король · a4 чёрный король · d3 чёрная ладья · g1 белый конь | c7 белая пешка · c5 белый король · a4 чёрный король · d3 чёрная ладья · g1 белый конь | c7 белая пешка · c5 белый король · a4 чёрный король · d3 чёрная ладья · g1 белый конь | c7 белая пешка · c5 белый король · a4 чёрный король · d3 чёрная ладья · g1 белый конь | c7 белая пешка · c5 белый король · a4 чёрный король · d3 чёрная ладья · g1 белый конь | 6 |
| 5 | c7 белая пешка · c5 белый король · a4 чёрный король · d3 чёрная ладья · g1 белый конь | c7 белая пешка · c5 белый король · a4 чёрный король · d3 чёрная ладья · g1 белый конь | c7 белая пешка · c5 белый король · a4 чёрный король · d3 чёрная ладья · g1 белый конь | c7 белая пешка · c5 белый король · a4 чёрный король · d3 чёрная ладья · g1 белый конь | c7 белая пешка · c5 белый король · a4 чёрный король · d3 чёрная ладья · g1 белый конь | c7 белая пешка · c5 белый король · a4 чёрный король · d3 чёрная ладья · g1 белый конь | c7 белая пешка · c5 белый король · a4 чёрный король · d3 чёрная ладья · g1 белый конь | c7 белая пешка · c5 белый король · a4 чёрный король · d3 чёрная ладья · g1 белый конь | 5 |
| 4 | c7 белая пешка · c5 белый король · a4 чёрный король · d3 чёрная ладья · g1 белый конь | c7 белая пешка · c5 белый король · a4 чёрный король · d3 чёрная ладья · g1 белый конь | c7 белая пешка · c5 белый король · a4 чёрный король · d3 чёрная ладья · g1 белый конь | c7 белая пешка · c5 белый король · a4 чёрный король · d3 чёрная ладья · g1 белый конь | c7 белая пешка · c5 белый король · a4 чёрный король · d3 чёрная ладья · g1 белый конь | c7 белая пешка · c5 белый король · a4 чёрный король · d3 чёрная ладья · g1 белый конь | c7 белая пешка · c5 белый король · a4 чёрный король · d3 чёрная ладья · g1 белый конь | c7 белая пешка · c5 белый король · a4 чёрный король · d3 чёрная ладья · g1 белый конь | 4 |
| 3 | c7 белая пешка · c5 белый король · a4 чёрный король · d3 чёрная ладья · g1 белый конь | c7 белая пешка · c5 белый король · a4 чёрный король · d3 чёрная ладья · g1 белый конь | c7 белая пешка · c5 белый король · a4 чёрный король · d3 чёрная ладья · g1 белый конь | c7 белая пешка · c5 белый король · a4 чёрный король · d3 чёрная ладья · g1 белый конь | c7 белая пешка · c5 белый король · a4 чёрный король · d3 чёрная ладья · g1 белый конь | c7 белая пешка · c5 белый король · a4 чёрный король · d3 чёрная ладья · g1 белый конь | c7 белая пешка · c5 белый король · a4 чёрный король · d3 чёрная ладья · g1 белый конь | c7 белая пешка · c5 белый король · a4 чёрный король · d3 чёрная ладья · g1 белый конь | 3 |
| 2 | c7 белая пешка · c5 белый король · a4 чёрный король · d3 чёрная ладья · g1 белый конь | c7 белая пешка · c5 белый король · a4 чёрный король · d3 чёрная ладья · g1 белый конь | c7 белая пешка · c5 белый король · a4 чёрный король · d3 чёрная ладья · g1 белый конь | c7 белая пешка · c5 белый король · a4 чёрный король · d3 чёрная ладья · g1 белый конь | c7 белая пешка · c5 белый король · a4 чёрный король · d3 чёрная ладья · g1 белый конь | c7 белая пешка · c5 белый король · a4 чёрный король · d3 чёрная ладья · g1 белый конь | c7 белая пешка · c5 белый король · a4 чёрный король · d3 чёрная ладья · g1 белый конь | c7 белая пешка · c5 белый король · a4 чёрный король · d3 чёрная ладья · g1 белый конь | 2 |
| 1 | c7 белая пешка · c5 белый король · a4 чёрный король · d3 чёрная ладья · g1 белый конь | c7 белая пешка · c5 белый король · a4 чёрный король · d3 чёрная ладья · g1 белый конь | c7 белая пешка · c5 белый король · a4 чёрный король · d3 чёрная ладья · g1 белый конь | c7 белая пешка · c5 белый король · a4 чёрный король · d3 чёрная ладья · g1 белый конь | c7 белая пешка · c5 белый король · a4 чёрный король · d3 чёрная ладья · g1 белый конь | c7 белая пешка · c5 белый король · a4 чёрный король · d3 чёрная ладья · g1 белый конь | c7 белая пешка · c5 белый король · a4 чёрный король · d3 чёрная ладья · g1 белый конь | c7 белая пешка · c5 белый король · a4 чёрный король · d3 чёрная ладья · g1 белый конь | 1 |
|   | a                                                                                     | b                                                                                     | c                                                                                     | d                                                                                     | e                                                                                     | f                                                                                     | g                                                                                     | h                                                                                     |   |

Решение:

1. Кe2! Ход 1. Крc4? Лd2! (1… Лd1 2. Кe2 с выигрышем) 2. Крc3 Лd5 3. Крc4 (или 3. c8Ф Лc5+, и первый пат) Лd2 — позиционная ничья.

1… Крa5! 1… Лd2 2. Кc3+

2. Крc4 (2. c8Ф? Лc3+ 3. К:c3, и второй пат) Лd6!

3. Кd4! (3. c8Ф? Лc6+, и третий пат) Лс6+

4. К:c6+ Крb6

5. c8Л! После 5. c8Ф? был бы четвёртый пат.